# تأثیر آیین‌های کهن ایرانی بر آیین زرتشت

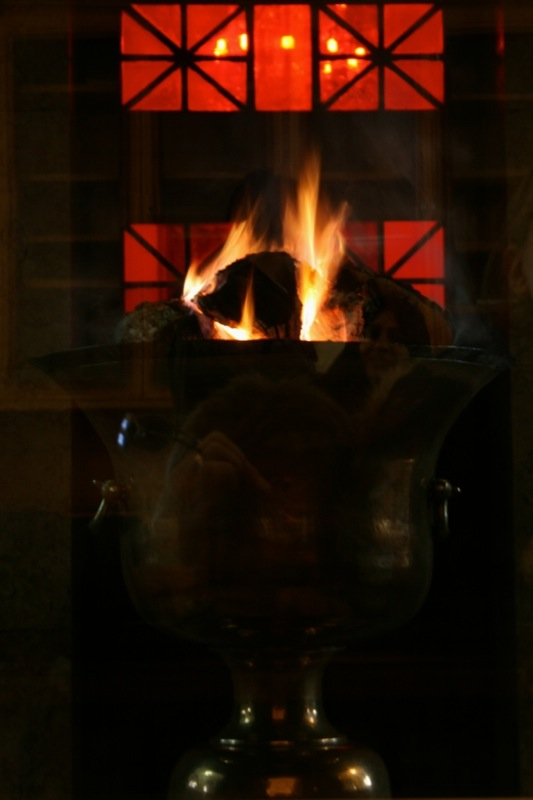
آتش نمادی از ارته

تأثیر آیین‌های کهن ایرانی بر آیین زرتشت به آیین‌ها و باورهای اقوام ایرانی‌تبار و مردمان بومی فلات ایران در روزگار پیش از زرتشت و چگونگی بازتاب این آیین‌ها بر نوآوری دینی آیین زرتشت می‌پردازد. ساکنان و اقوام بومی ایران، که قبل از ورود آریایی‌ها در نقاط مختلف فلات ایران سکونت داشتند، دارای باور مهرپرستی بودند. ارج گذاشتن به گیاهان و درختان و همه رستنی‌ها و جانوران سودمند برای جهان هستی، در میان ایرانیان آیین همگانی بوده‌است. برای شناخت دین در ایران باستان می‌توان به دو سرچشمه اوستا و سنگ‌نبشته‌های هخامنشی بازگشت. در اوستا چندین‌بار واژهٔ «ائیریه» برابر با آریایی بازگو شده‌است. «ائیریه» شکل باستانی واژهٔ «آریا» ست که برای یادکرد از همگی نژاد ایرانی و هندی آریایی به‌کار می‌رود.
دین کهن مردمان ایرانی‌تبار برگرفته از باورهای کهن‌تر آریایی‌هاست که در آن نیروهای کیهانی و روان مردگان ارزش بسزایی داشتند. با پیشرفت این باورها، هر یک از بخشهای جهان، به مانند خدایی درآمده‌بود و بدین‌گونه خدایان بسیاری بر سرنوشت جهان فرمانروایی می‌کردند. در این رشته باورهای کهن آریایی‌ها، دو دسته از خدایان بودند که به آنان اهوره (نیروهای نیک) و دیوه (نیروهای پلید) گفته می‌شد. در میان این مردمان این باور بود که در جهان دو آیین و قانون هست: ارته یا سامان و پارسایی و دروغ یا آشوب. مردمان هندوایرانی در زمانی بسیار کهن، به خدا-پدری باور داشتند که با نام و ویژگیهای گوناگونی خوانده می‌شد. همهٔ خدایان چه اهوراها و چه دیوها، فرزندان او بودند، ولی خود او در آفرینش و کارهای جهان هیچ گونه خویشکاری بر دوش نداشت. این اندیشه در ایران با نام آیین زروانی شناخته شده‌است. این آیین کهن هندوایرانی، در سرزمین ایران چندبار دگرگون شد. در گام نخست، دیوان از خدایی افتادند و به نمودهای نیروی بدی دگرگون شدند. در گام آینده، یک ویژگی دیگر، ایزدی به نام اهورامزدا بر سر جهان خدایان افزوده شد. اهورامزدا در نوشته‌های هندی به چشم نمی‌خورد. دگرگونی سومی که در ایران رخ داد، از ارزش افتادن زروان در دین زرتشت بود.
زرتشت کیش کهن آریایی را از پایه دگرگون داد. او ستایش ایزدان باستان را قدغن کرد و ستایشگرِ خدایی یگانه به نام «اهورامزدا» گردید این جابجاییها در بخش گات‌های اوستا به چشم می‌خورد. گرچه بخش‌های دیگر اوستا (یشت‌ها و یسنا) با اینکه پایه‌های زرتشتی دارد، ولی یادآور آیین کهن آریایی‌ها است. در این بخش‌ها گروهی از ایزدان، فرشتگان و چه‌بسا دیوان، همان پروردگاران آریایی هستند که در بین ایرانیان و هندوان همسان بودند. وندیداد یا کتاب فرمانها و دستورهای مزدیسنان نیز بخش دیگری از اوستاست که برای شناخت و دریافت بخشی از باورها و کیش‌های پیش از زرتشت بکار می‌آید. این بخش یا به‌دست مغان یا با روادید خود آنان فراهم شده‌است. بیشتر بخشها و بندهایی که به نام پایه و بنیادهای دینی در وندیداد شمرده شده‌اند، یا در دین آغازین زرتشت رد شده یا هیچ یادی از آنان نشده‌است؛ پس، دین زرتشت را شاید بتوان با دو نام گوناگون شناساند: یکی آیین زرتشت و دیگری آیین مزدیسنا. آنچه به نام آیین زرتشت نامیده می‌شود، دسته‌ای نکته‌ها است که از گاهان و سرودهای خود زرتشت برمی‌آید. در برابر، آنچه آیین مزدیسنا خوانده می‌شود، نوشته‌های اوستا و پهلوی و اندیشه‌های گاهانی است که به باورهای ایرانیان پیش از زرتشت، آمیخته‌است. آیین مزدیسنا همان آیین کهن است که از صافی باورهای زرتشت گذشته، و تنها رنگ آن را پذیرفته و به دوران امروزی رسیده‌است و بیشتر از آن با نام اوستای نو یاد می‌کنند.
از روی کمبودِ آگاهی‌های تاریخی تا کنون، هنوز نمی‌توان به سادگی از روی گزارش اوستا زمان و جایگاه پیدایش آیین زرتشت را به‌درستی روشن کرد یا از چگونگی گسترش آیین مزدیسنا در ایران باستان آگاه شد. در این باره گفتگو و گمان بسیار است. دربارهٔ اینکه از چه زمانی گسترش آیین زرتشت در ری (که هستهٔ پایگاه مغان بود) آغاز به شکوفایی کرد، نشانه‌ها و گواه روشنی تا امروز در دسترس نیست. همچنین، با همه دستاوردهای دانش باستان‌شناسی، زبان‌شناسی تطبیقی، زبان‌شناسی تاریخی، مردم‌شناسی و تاریخ، هنوز دربارهٔ دین هخامنشیان یک دیدگاه بی چون و چرا در میان نیست. در این ناآگاهی نوشته‌های نویسندگان یونانی و رومی، در به دست آوردن پیش زمینه‌ای از جنبش‌های دینی و دگرگونی و پیچیدگی و نوکیشی و دین‌آوری ایران باستان مورد توجه پژوهشگران هستند.

## اقوام بومی فلات ایران

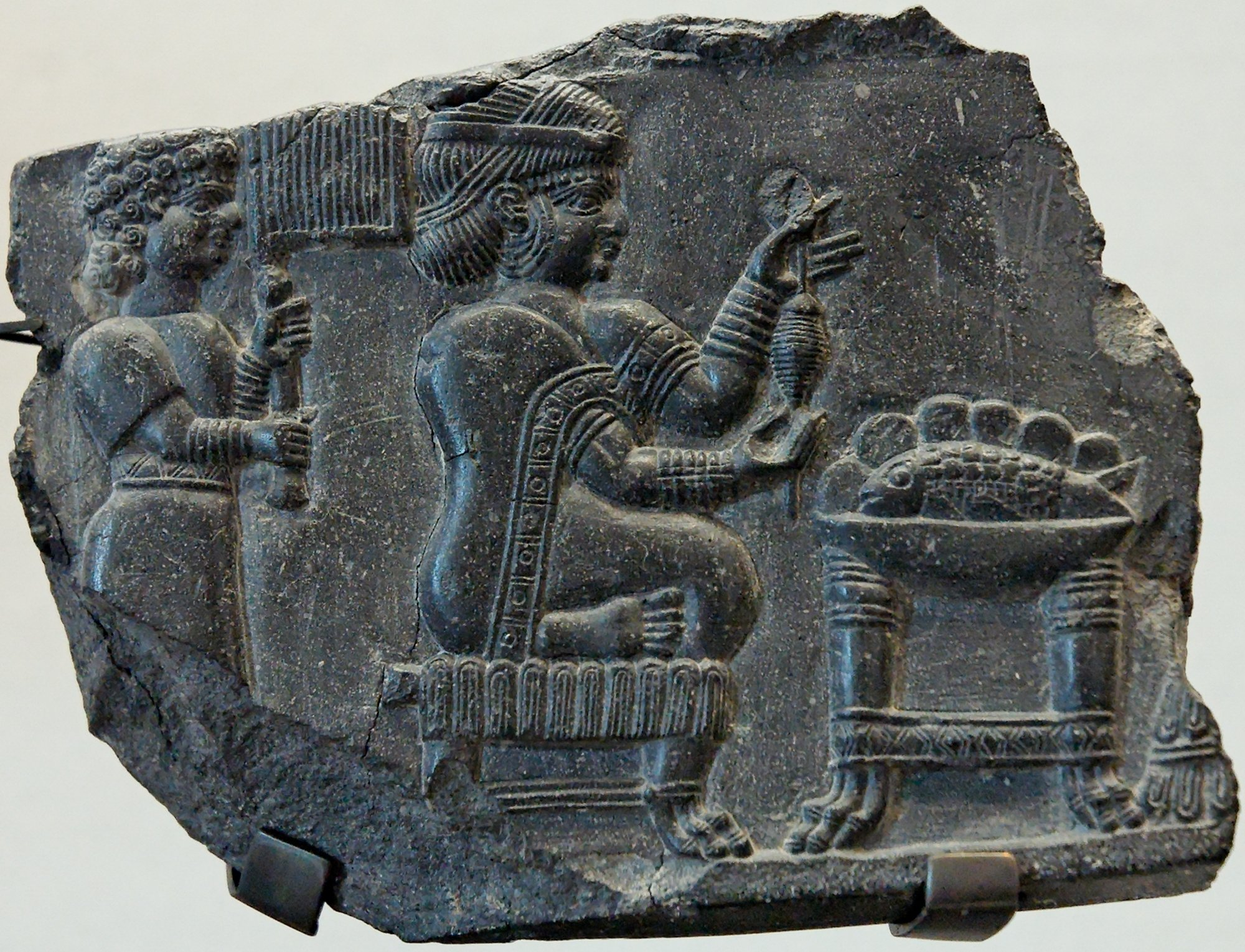
تصویر یک زن عیلامی در حال نخ‌ریسی

بومیانی که قبل از مهاجرت آریایی‌ها، در فلات ایران زندگی می‌کردند، یکی از دو رکن اساسی قومیت ایرانی‌اند. جمعیت بومیان نجد ایران در اواخر هزارهٔ دوم پیش از میلاد، هنگام مهاجرت گروه‌های آریایی ایرانی به داخل نجد، زیاد نبود اما با این وجود بومیان از نظر جمعیت بر مهاجران آریایی فزونی داشتند و اکثریت را تشکیل می‌دادند. مردم بیشتر در کناره‌های آب‌های بزرگ روان و برخی به‌طور متفرق و در ابعاد کوچکی در کنار چشمه‌سارها و آب‌های روان کوچک زندگی می‌کردند. بررسی‌ها نشان از مسالمت‌جویی بومیان دارد و باستان‌شناسان در گورهای آنان به ندرت به جنگ‌افزاری دست یافته‌اند و هنگام ورود آریایی‌ها هم برخلاف هندیان مقاومت چندانی نشان ندادند. سرانجام از عیلامی، کاسی‌ها، مانناییان، لولوبیان، گوتیان، کاسپی‌ها و اورارتو گرفته تا بومیان دیگر که اطلاعی از نام آن‌ها در دست نیست، در عنصر آریایی درآمیختند.

## مهاجرت آریایی‌ها

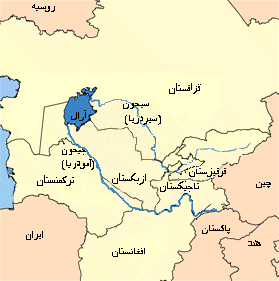
منطقهٔ اطراف رود جیحون یا آمودریا محل احتمالی ایرانویج

آریایی‌ها بخشی از مجموعهٔ اقوام هندواروپایی یا هندواروپایی‌زبان بودند. شایان ذکر است که مفهوم آریایی، فقط برای اشاره به ایرانیان و هندیان کاربرد دارد.
حرکت اقوام هندوایرانی از حدود دو هزار سال پیش از مسیح آغاز شد و چنین برمی‌آید که آن‌ها در اواخر هزارهٔ دوم به آسیای میانهٔ جنوبی رسیدند. تدریجاً جدایی در شاخهٔ هندوایرانی یا آریایی‌ها از یکدیگر بیشتر شد. آریایی‌هایی که بعدها به ایران امروزی آمدند، ابتدا در آسیای میانه در کرانهٔ رود مقدس وخشو که نزد یونانیان رود اکسوس شده اقامت کردند. امروزه برخی از دانشمندان رود اکسوس را با رود جیحون یا آمودریا یکسان می‌دانند. اما برخی دیگر مانند مارکوارت، هنینگ و همچنین هومباخ، رود تجن و شعبهٔ آن هری رود را مطابق با رود اکسوس می‌دانند. آن‌ها به اقامتگاه خود نام ملی خود را داده، آن را ائیرینه‌وئجه یا ایرانویج نامیدند. واژهٔ وئجه به معنی «تخم» است و ائیرینه‌وئجه به معنی «سرزمین تخمه و نژاد ایرانی» است.
|  |  |  |  |                                                                        |                                                                        |                                                                        |                                                                        |                                                                        |                                                                        |                                  |                                  |                                  |                                  |                                                 |                                                 |                                                 |                                                 |                                                 |                                                 |  |  | هندواروپایی‌ |  |                                  |                                  |                                  |                                  |                                      |                                      |                                      |                                      |                                      |                                      |                                                              |                                                              |                                                              |                                                              |                                                              |                                                              |  |  |  |  |  |  |  |  |  |  |  |  |  |  |  |  |  |  |  |  |  |  |  |  |  |  |  |  |
|  |  |  |  |                                                                        |                                                                        |                                                                        |                                                                        |                                                                        |                                                                        |                                  |                                  |                                  |                                  |                                                 |                                                 |                                                 |                                                 |                                                 |                                                 |  |  |             |  |                                  |                                  |                                  |                                  |                                      |                                      |                                      |                                      |                                      |                                      |                                                              |                                                              |                                                              |                                                              |                                                              |                                                              |  |  |  |  |  |  |  |  |  |  |  |  |  |  |  |  |  |  |  |  |  |  |  |  |  |  |  |  |
|  |  |  |  |                                                                        |                                                                        |                                                                        |                                                                        |                                                                        |                                                                        |                                  |                                  |                                  |                                  |                                                 |                                                 |                                                 |                                                 |                                                 |                                                 |  |  |             |  |                                  |                                  |                                  |                                  |                                      |                                      |                                      |                                      |                                      |                                      |                                                              |                                                              |                                                              |                                                              |                                                              |                                                              |  |  |  |  |  |  |  |  |  |  |  |  |  |  |  |  |  |  |  |  |  |  |  |  |  |  |  |  |
|  |  |  |  |                                                                        |                                                                        |                                                                        |                                                                        |                                                                        |                                                                        |                                  |                                  |                                  |                                  | هندوایرانی (آریایی‌ها)                           | هندوایرانی (آریایی‌ها)                           | هندوایرانی (آریایی‌ها)                           | هندوایرانی (آریایی‌ها)                           | هندوایرانی (آریایی‌ها)                           | هندوایرانی (آریایی‌ها)                           |  |  |             |  |                                  |                                  |                                  |                                  | اروپایی ژرمن‌ها لاتین‌ها اسلاوها سلت‌ها | اروپایی ژرمن‌ها لاتین‌ها اسلاوها سلت‌ها | اروپایی ژرمن‌ها لاتین‌ها اسلاوها سلت‌ها | اروپایی ژرمن‌ها لاتین‌ها اسلاوها سلت‌ها | اروپایی ژرمن‌ها لاتین‌ها اسلاوها سلت‌ها | اروپایی ژرمن‌ها لاتین‌ها اسلاوها سلت‌ها |                                                              |                                                              |                                                              |                                                              |                                                              |                                                              |  |  |  |  |  |  |  |  |  |  |  |  |  |  |  |  |  |  |  |  |  |  |  |  |  |  |  |  |
|  |  |  |  |                                                                        |                                                                        |                                                                        |                                                                        |                                                                        |                                                                        |                                  |                                  |                                  |                                  | هندوایرانی (آریایی‌ها)                           | هندوایرانی (آریایی‌ها)                           | هندوایرانی (آریایی‌ها)                           | هندوایرانی (آریایی‌ها)                           | هندوایرانی (آریایی‌ها)                           | هندوایرانی (آریایی‌ها)                           |  |  |             |  |                                  |                                  |                                  |                                  | اروپایی ژرمن‌ها لاتین‌ها اسلاوها سلت‌ها | اروپایی ژرمن‌ها لاتین‌ها اسلاوها سلت‌ها | اروپایی ژرمن‌ها لاتین‌ها اسلاوها سلت‌ها | اروپایی ژرمن‌ها لاتین‌ها اسلاوها سلت‌ها | اروپایی ژرمن‌ها لاتین‌ها اسلاوها سلت‌ها | اروپایی ژرمن‌ها لاتین‌ها اسلاوها سلت‌ها |                                                              |                                                              |                                                              |                                                              |                                                              |                                                              |  |  |  |  |  |  |  |  |  |  |  |  |  |  |  |  |  |  |  |  |  |  |  |  |  |  |  |  |
|  |  |  |  |                                                                        |                                                                        |                                                                        |                                                                        |                                                                        |                                                                        |                                  |                                  |                                  |                                  |                                                 |                                                 |                                                 |                                                 |                                                 |                                                 |  |  |             |  |                                  |                                  |                                  |                                  |                                      |                                      |                                      |                                      |                                      |                                      |                                                              |                                                              |                                                              |                                                              |                                                              |                                                              |  |  |  |  |  |  |  |  |  |  |  |  |  |  |  |  |  |  |  |  |  |  |  |  |  |  |  |  |
|  |  |  |  |                                                                        |                                                                        |                                                                        |                                                                        | ایرانی‌آریایی (اقوام ایرانی تبار‌)                                       | ایرانی‌آریایی (اقوام ایرانی تبار‌)                                       | ایرانی‌آریایی (اقوام ایرانی تبار‌) | ایرانی‌آریایی (اقوام ایرانی تبار‌) | ایرانی‌آریایی (اقوام ایرانی تبار‌) | ایرانی‌آریایی (اقوام ایرانی تبار‌) |                                                 |                                                 |                                                 |                                                 |                                                 |                                                 |  |  |             |  | هندوآریایی                       | هندوآریایی                       | هندوآریایی                       | هندوآریایی                       | هندوآریایی                           | هندوآریایی                           |                                      |                                      |                                      |                                      |                                                              |                                                              |                                                              |                                                              |                                                              |                                                              |  |  |  |  |  |  |  |  |  |  |  |  |  |  |  |  |  |  |  |  |  |  |  |  |  |  |  |  |
|  |  |  |  |                                                                        |                                                                        |                                                                        |                                                                        | ایرانی‌آریایی (اقوام ایرانی تبار‌)                                       | ایرانی‌آریایی (اقوام ایرانی تبار‌)                                       | ایرانی‌آریایی (اقوام ایرانی تبار‌) | ایرانی‌آریایی (اقوام ایرانی تبار‌) | ایرانی‌آریایی (اقوام ایرانی تبار‌) | ایرانی‌آریایی (اقوام ایرانی تبار‌) |                                                 |                                                 |                                                 |                                                 |                                                 |                                                 |  |  |             |  | هندوآریایی                       | هندوآریایی                       | هندوآریایی                       | هندوآریایی                       | هندوآریایی                           | هندوآریایی                           |                                      |                                      |                                      |                                      |                                                              |                                                              |                                                              |                                                              |                                                              |                                                              |  |  |  |  |  |  |  |  |  |  |  |  |  |  |  |  |  |  |  |  |  |  |  |  |  |  |  |  |
|  |  |  |  |                                                                        |                                                                        |                                                                        |                                                                        |                                                                        |                                                                        |                                  |                                  |                                  |                                  |                                                 |                                                 |                                                 |                                                 |                                                 |                                                 |  |  |             |  |                                  |                                  |                                  |                                  |                                      |                                      |                                      |                                      |                                      |                                      |                                                              |                                                              |                                                              |                                                              |                                                              |                                                              |  |  |  |  |  |  |  |  |  |  |  |  |  |  |  |  |  |  |  |  |  |  |  |  |  |  |  |  |
|  |  |  |  | منطقهٔ فلات ایران اقوام مادها پارس‌ها کوچ‌نشینان‌پارت سکاهای‌سیستان بلخ مرو | منطقهٔ فلات ایران اقوام مادها پارس‌ها کوچ‌نشینان‌پارت سکاهای‌سیستان بلخ مرو | منطقهٔ فلات ایران اقوام مادها پارس‌ها کوچ‌نشینان‌پارت سکاهای‌سیستان بلخ مرو | منطقهٔ فلات ایران اقوام مادها پارس‌ها کوچ‌نشینان‌پارت سکاهای‌سیستان بلخ مرو | منطقهٔ فلات ایران اقوام مادها پارس‌ها کوچ‌نشینان‌پارت سکاهای‌سیستان بلخ مرو | منطقهٔ فلات ایران اقوام مادها پارس‌ها کوچ‌نشینان‌پارت سکاهای‌سیستان بلخ مرو |                                  |                                  |                                  |                                  | منطقهٔ اوکراین اقوام کیمری‌ها سکاها سرمت‌ها آلان‌ها | منطقهٔ اوکراین اقوام کیمری‌ها سکاها سرمت‌ها آلان‌ها | منطقهٔ اوکراین اقوام کیمری‌ها سکاها سرمت‌ها آلان‌ها | منطقهٔ اوکراین اقوام کیمری‌ها سکاها سرمت‌ها آلان‌ها | منطقهٔ اوکراین اقوام کیمری‌ها سکاها سرمت‌ها آلان‌ها | منطقهٔ اوکراین اقوام کیمری‌ها سکاها سرمت‌ها آلان‌ها |  |  |             |  | منطقهٔ رشته کوه قفقاز اقوام آسی‌ها | منطقهٔ رشته کوه قفقاز اقوام آسی‌ها | منطقهٔ رشته کوه قفقاز اقوام آسی‌ها | منطقهٔ رشته کوه قفقاز اقوام آسی‌ها | منطقهٔ رشته کوه قفقاز اقوام آسی‌ها     | منطقهٔ رشته کوه قفقاز اقوام آسی‌ها     |                                      |                                      |                                      |                                      | منطقهٔ آسیای میانه اقوام سغد خوارزم ختن سکاها هپتالیان یوئه‌ژی | منطقهٔ آسیای میانه اقوام سغد خوارزم ختن سکاها هپتالیان یوئه‌ژی | منطقهٔ آسیای میانه اقوام سغد خوارزم ختن سکاها هپتالیان یوئه‌ژی | منطقهٔ آسیای میانه اقوام سغد خوارزم ختن سکاها هپتالیان یوئه‌ژی | منطقهٔ آسیای میانه اقوام سغد خوارزم ختن سکاها هپتالیان یوئه‌ژی | منطقهٔ آسیای میانه اقوام سغد خوارزم ختن سکاها هپتالیان یوئه‌ژی |  |  |  |  |  |  |  |  |  |  |  |  |  |  |  |  |  |  |  |  |  |  |  |  |  |  |  |  |

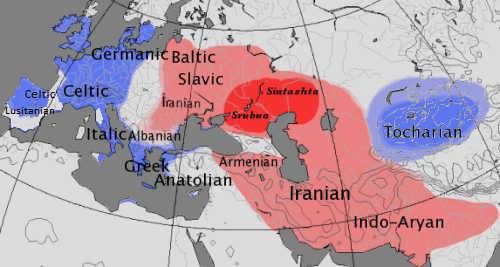
در نقشه، منطقهٔ اقوام ایرانی‌تبار و مردم هندوآریایی نشان داده شده‌است.

این تصور که آریایی‌های ایرانی دارای سپاه و واحدهای نظام‌یافتهٔ بزرگی بودند، غلط است. آنان در گروه‌های قبیله‌ای کوچکی می‌زیستند که هر کدام مستقلاً در جایی مستقر شدند و سرانجام پس از گذشت قرن‌ها، شمار آنان چنان افزایش یافت که بر آن سرزمین‌ها مسلط گشتند.

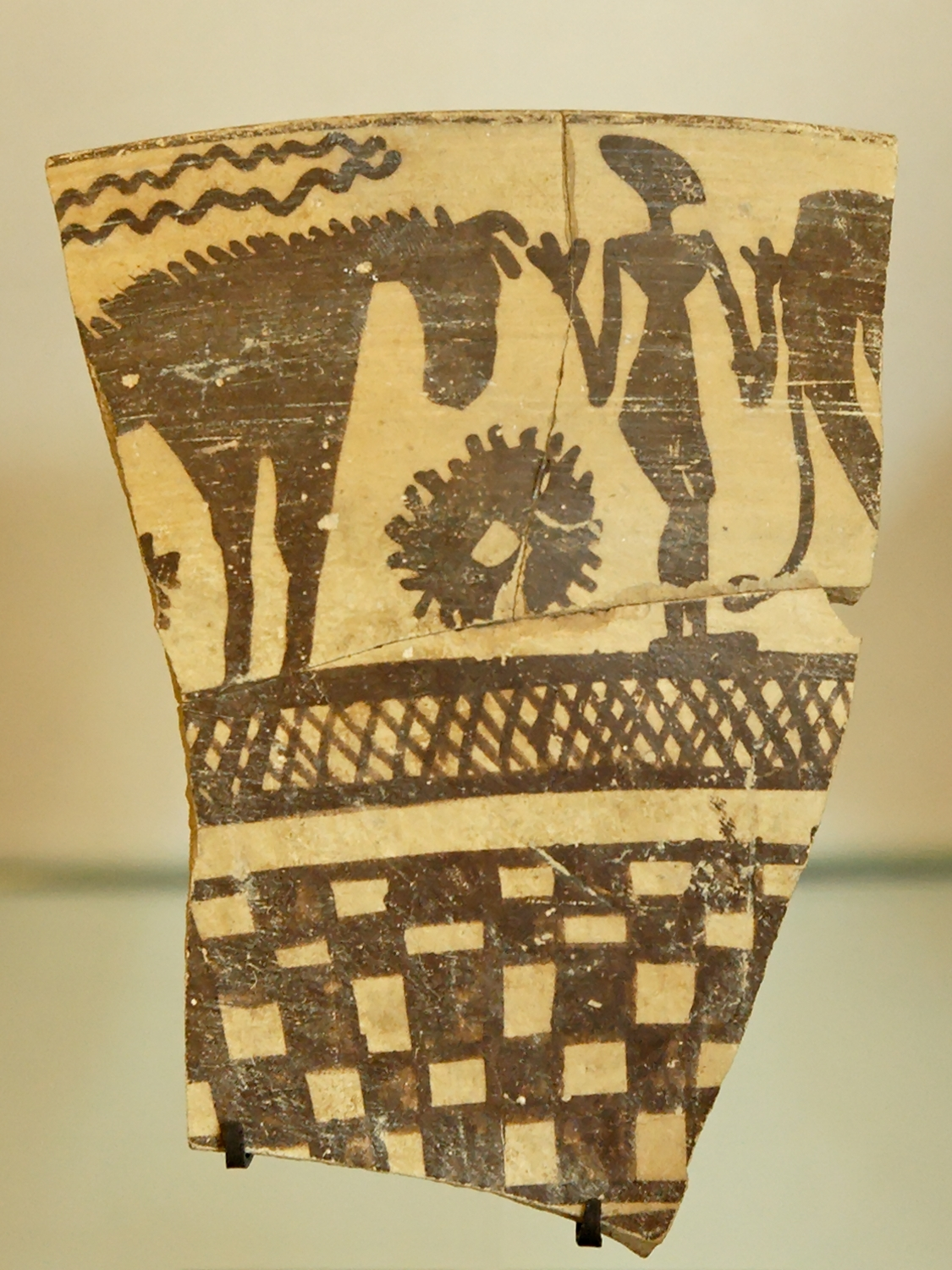
برروی سفالینه‌های کشف‌شده از قبرهای مهاجران آریایی در تپهٔ سیلک، نقش اسب بسیار دیده می‌شود و این نشان آن است که اسب در زندگی آنها اهمیت بسیاری داشته‌است.

مهاجران به صورت دسته‌های کوچ‌نشینِ کوچک و متفرق، در پهنهٔ وسیعی از فلات ایران، در پیرامون روستاها چادرهای خود را برافراشتند و به دامداری و تربیت اسب، که یکی از مهم‌ترین پیشه‌های آنها بود، پرداختند. رابطهٔ اینان با بومیان نسبتاً صلح‌جویانه بود و همچون هم‌تباران خود که راه هند را در پیش گرفتند، ناچار به جنگ‌های دراز با بومیان نشدند. در آن زمان قانونی که در روم وجود داشت و به موجب آن برای ورود و شاید حق تبعیت پروانهٔ اقامتی برای بیگانگان صادر می‌شد، در این نواحی وجود نداشت. برای بومیان قدیم ایران که دشمنی سرسخت و دیرینه چون آشوریان در برابر خود داشتند، ورود این جنگجویان پشتیبان خوبی برای مقابله با این دشمن دیرین بود. از اینرو به آنها در پیرامون روستاهای خود جای دادند. برخورد دو قوم ایرانی و بومی را می‌توان در آثار باستانی بازمانده در تپهٔ سیلکِ کاشان به خوبی دید. در آنجا دو گروه متفاوت با دو نوع آداب و رسوم و فرهنگ متمایز دیده‌می‌شود. این دسته‌های مهاجر چون سوارانی کارآزموده در جنگ بودند، کم‌کم به عنوان نیروی سپاهی، نگهبانی روستاها را بر عهده گرفتند و به شکل سربازان روزمزد درآمدند. با گذشت زمان نظام و سامان امنیتی و لشکری روستاها به دست آنها افتاد و در درون جامعهٔ بومی نفوذ یافتند و با ازدواج‌هایی که بین مردم بومی و مهاجران صورت گرفت، دارای زمین‌های کشاورزی و قدرت اقتصادی شدند و رفته‌رفته جنگجویانی که روزگاری توسط سران روستا اجیر شده بودند، به جای سران بومی روستا نشستند و جانشین آنها شدند. بومیان زبان و آداب و رسوم مذهبی تازه‌واردان نیرومند را پذیرفتند و مهاجران ایرانی نیز تا اندازه‌ای از رسوم و عقاید آنان تأثیر پذیرفتند. آمیختگی دو قوم ایرانی و بومیان، به‌تدریج موجب استهلاک اقوام بومی در قوم ایرانی گردید و آمیختگی معیشت چوپانی ایرانیان با معیشت روستایی و کشاورزی بومیان یک زندگی اجتماعی کشاورزان گله‌پرور به وجود آورد که موجب ترقی سریع اقتصادی و مالی جامعهٔ جدید گشت.

## دین و فرهنگ آریایی‌ها
آریایی‌ها از دیر باز به دو مبدأ خیر و شر قایل بودند. از یک سوی موجودات نیکوکار که به انسان خیر و رحمت می‌رسانند و دیگری موجودات زشت‌کار که منشأ بدی‌ها هستند و با دستهٔ اول در جنگ و ستیزند. در دنبال جدایی دو قوم، عقاید و اساطیر نیز تدریجاً در نزد هر یک مسیر جداگانه‌ای طی کرد یا می‌توان این احتمال را هم نظر گرفت که خود آغاز این اختلافات، در الزام جدایی دو قوم نقش داشته‌است.

در بین ایرانیان اهوراها یا همان اسوراهای هندوان، در مقابل دیوها قرار گرفتند. اهورامزدا به عنوان خدای بزرگ پرستیده می‌شد و در عین حال خدایان دیگر مثل میترا، آناهیتا و ورثرغنه یا بهرام نیز به عنوان خدایان بزرگ و مستقل ستوده می‌شدند. تعدادی از خدایان سابق و مشترک با هندوان یعنی خدایان ودایی نیز عنوان خدایان دشمن یافتند و هر شر و عیب و نقصی را که در کاینات گیتی دیده می‌شد، مخلوق آن‌ها در نظر گرفته می‌شد. بدین‌گونه در کیش قوم ایرانی اعتقاد به نوعی ثنویت به مجمع خدایان قدیم راه یافت و آن‌ها را به دو دسته تقسیم کرد. در ایران ایندرا در نتیجهٔ یک جریان تاریخی-دینی که جزئیات آن را دیگر نمی‌توانیم دریابیم، به درجهٔ یک اهریمن تنزل پیدا کرد. با چنین حالی بود که عنوان کاوی هم که در نزد هندوان مفهوم حکیم و عارف و شاعر داشت، در نزد ایرانیان غیر از عنوان فرمانروای کاهن گه‌گاه مفهوم سرکردهٔ دیو پرست را نیز دربرگرفت.

### علل پیدایش ثنویت در مجمع ایزدان قدیم
دربارهٔ علل پیدایش ثنویت در مجمع ایزدان قدیم و تغییر نقش اهوراها و دیوها نظرات مختلفی وجود دارد.

#### تأثیر فرهنگ‌های بومی

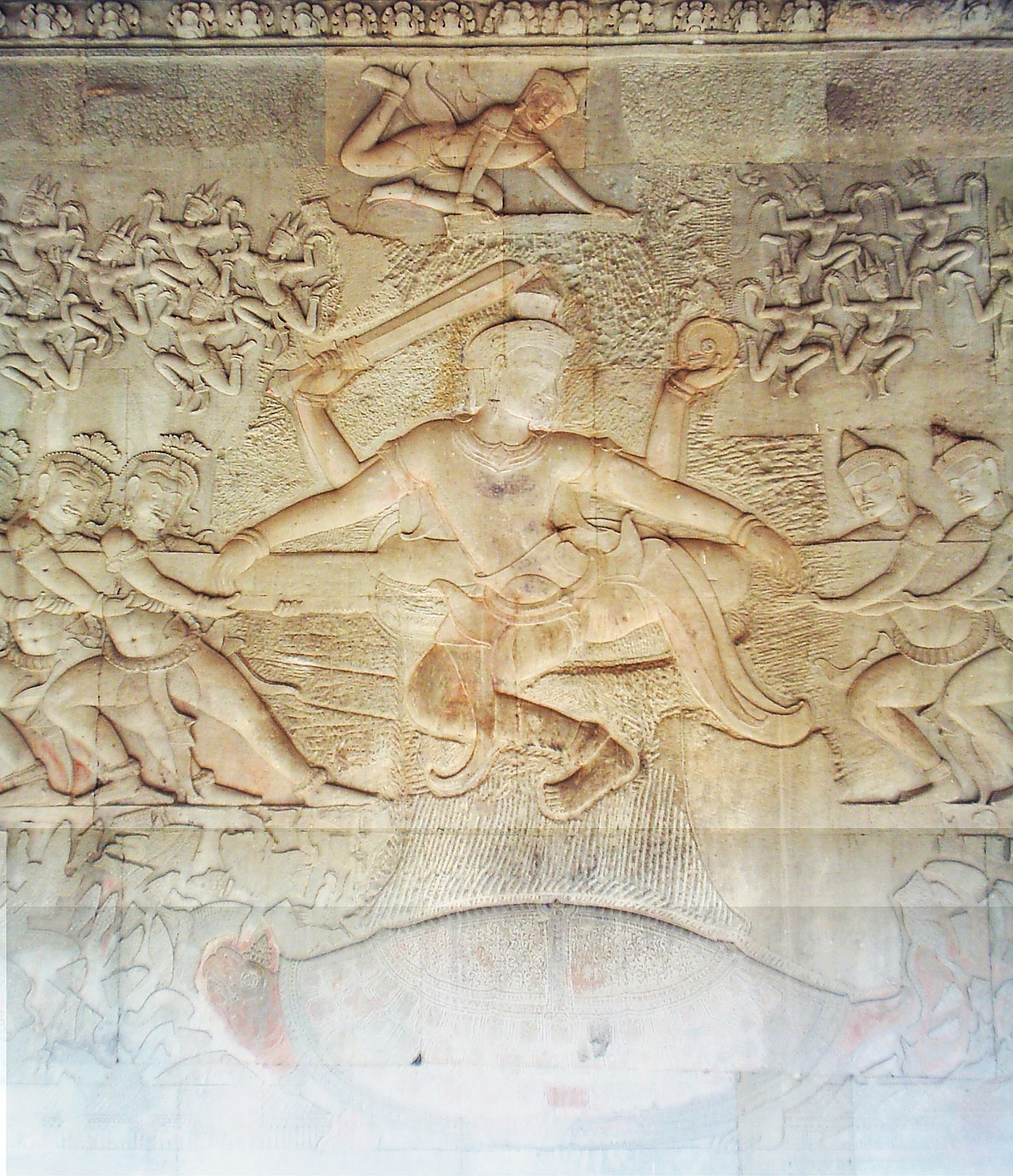
نقش برجسته‌ای در کامبوج که در مرکز ویشنو یکی از ایزدان آیین هندو قرار گرفته و در دو سوی او دو گروه اسوراها و دیوها به تصویر کشیده شده‌است.

چه باستان‌شناسی و چه اسطوره‌شناسی نشان می‌دهد که از سند تا دریای مدیترانه تحت تأثیر یک فرهنگ بومی پیشرفته بوده‌است. مدارک باستان‌شناسی‌ای در دسترس است که از ۲۵۰۰ سال پیش از میلاد این تمدن از غرب به درهٔ سند رسیده و تمدن بزرگ موهنجودارو و هرپا را به وجود آورده‌است. اینان هم مستقیم از طریق دریا و هم از طریق نجد ایران، احتمالاً توسط عیلامی‌ها با بین‌النهرین مربوط بوده‌اند. از زمان‌های قدیم در بین‌النهرین عقیده به دو گروه خدایان و تفکر ثنوی رایج بوده‌است. با یاری باستان‌شناسی و تاریخ مطالعهٔ تطبیقی اساطیر ایران با اساطیر هندی و مشاهدهٔ امر تحول هر دو گروه اساطیری، می‌توان به این نتیجه رسید که اساطیر هندوایرانی در رابطه با یک فرهنگ منطقه‌ای بوده و همین باعث شده‌است که به مرور در ایران و هند علی‌رغم اساطیر هندواروپایی حتی مسئلهٔ خدای خیر و شر هم مطرح شود. از ثنویت ایزدان هندوایرانی در ریگ‌ودا اثری نیست. چند کتاب نخستین ریگ‌ودا تفکر دینی هندوایرانی (آریایی) را مشخص می‌کند بنا بر ریگ‌وداهای نخستین، آریایی‌ها هندوایران در آغاز دو گروه خدای خیر و شر نداشتند و پس از آمدن به هند و ایران در طی چند صد سال دارای دو گروه خدایان خیر و شر می‌گردند. هر دو گروه، تحول کیفیات واحدی را نشان می‌دهند، مسیر یکی است اما به علت مستقل بودن از هم، نامگذاری‌ها ناهماهنگ است. در یکی اسوراها (برابر اهوراها در ایران) شیطانی و دیوها خدایی و مظهر خیرند و در دیگری برعکس. پیش از این در دورهٔ آریایی مظهر شری وجود نداشت؛ ولی دربرداشت تازه در بین هندیان وارونا مظهر شر می‌شود و در بین ایرانیان اهریمن چنین سمتی را پیدا می‌کند. شباهت‌های بسیار دیگری نیز میان پرجاپتی خدا-پدر نخستین اساطیر بعدی هند، در اواخر ریگ‌ودا و زروان خدا-پدر نخستین ایران وجود دارد، که نیازمند توجیه است. گمان می‌رود که این تحول نیز بیش از اینکه یک تحول مجزای خودبخود باشد، تحت تأثیر وام‌گیری از فرهنگ کهن بومیانِ فلات ایران و تمدن درهٔ سند به وجود آمده‌باشد.

## نوآوری و پیام زرتشت

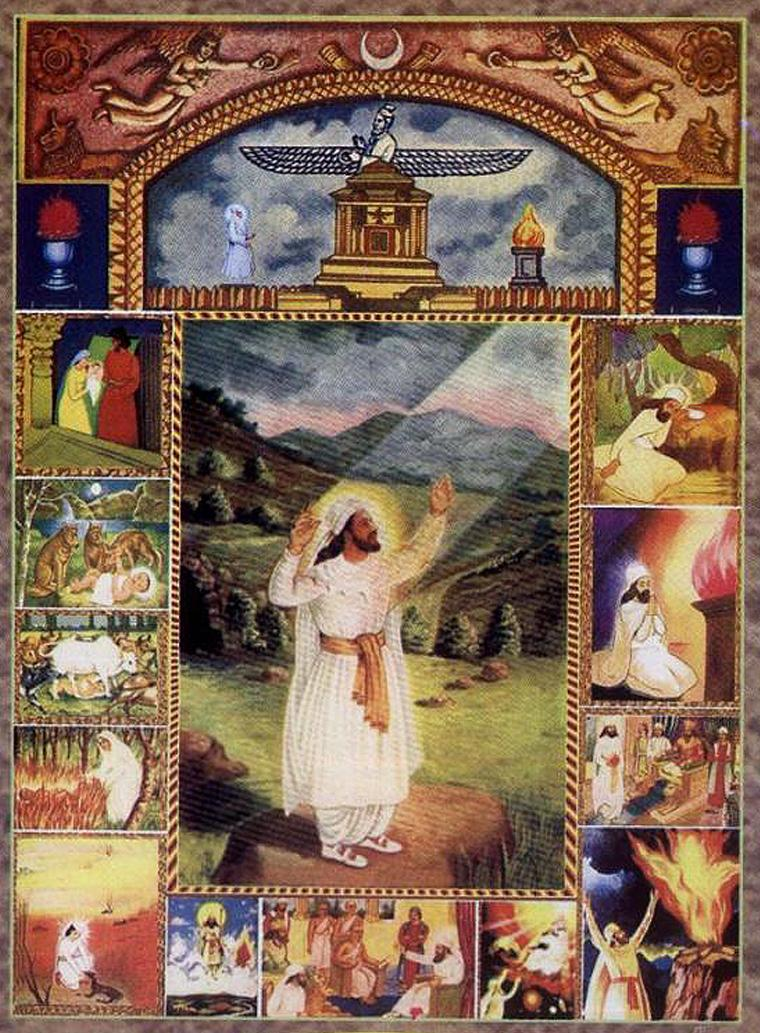
یک نقاشی تخیلی از زرتشت.

امروزه بیشتر دانشمندان بر آنند که زرتشت بین ۱۰۰۰ تا ۱۲۰۰ سال پیش از میلاد، در خوارزم به دنیا آمده و می‌زیسته‌است. البته در هیچ متنی تصریح نشده‌است که ایرانویج همان خوارزم است. نخستین کسی که این نظریه را مطرح کرد، مارکوارت بود. هنینگ این نظریه را گسترش داد و بر آن بود که خوارزم بزرگ تنها شامل ناحیهٔ معروف خوارزم نبوده، بلکه نواحی گسترده‌تری تا مرو و هرات را در برمی‌گرفته‌است. در یشت‌های اوستا چند بار از رود دایتی به عنوان رودی که زرتشت در کنار آن می‌زیسته، نام برده شده‌است. اسم اصلی و ایرانی این رود باید وخشو باشد صورت سانسکریت آن اوخشینت است و کلمهٔ اُکسوس (Oxus) که جغرافی‌نویسان قدیم یونان و روم در مورد این رود به کار برده‌اند، مأخوذ از همین واژهٔ ایرانی است. برخی از دانشمندان رود اکسوس را با رود جیحون یکسان دانسته‌اند اما برخی دیگر از دانشمندان مانند مارکوارت از توصیف هرودوت از رود اکسوس چنین نتیجه گرفته‌اند که این رودخانه همان رود تجن و شعبهٔ آن هری رود است. نظریهٔ دیگری که مطرح شده از آن هومباخ است. وی با تکیه بر نظر مارکوارت در مورد یکی انگاری رود اکسوس و رود تجن و قبول این نظر هنینگ که زادگاه زردشت در نواحی رود تجن بوده‌است، بر آن است که درهٔ رودخانهٔ کشف رود که شعبهٔ غربی تجن است، احتمالاً ایرانویج به‌شمار می‌رفته‌است. این محل در ناحیه‌ای بوده‌است که فعلاً در آنجا شهر مزداوند، در حدود ۱۰۰ کیلومتری شرق مشهد و در نیمه راه سرخس قرار دارد. هومباخ نام مزداوند را مشتق از مزدا (اهورامزدا) می‌داند و می‌نویسد که مزداوند بر گردنه‌ای قرار دارد که درهٔ کشف رود را از دشت ترکمنستان جدا می‌سازد و از این رو، مرز سنتی میان ایران و توران را تشکیل می‌دهد.
ظهور زرتشت می‌بایست بلافاصله بعد از جدایی طوایف ماد و پارس از طوایف شرقی ایرانی بوده‌باشد. هر چند زرتشت معرف عقایدی بود که از قبل در بین قبایل ایرانی رایج بوده‌است اما اصلاح‌گری و نوآوری‌های زرتشت در عقاید جاری و رایج عصر بسیار بااهمیت بوده‌است. اگر برخی از عقاید و سخنان او تازه نمی‌بود، از این سخنان آیینی تازه به وجود نمی‌آمد و تعلیم او با مخالفت شدید کاویان و کرپانان، رهبران سیاسی و مذهبی زمان زرتشت هم مواجه نمی‌شد. زرتشت از گروه پروردگاران پیشین روگردان بود و جز اهورامزدا خدای دیگری نمی‌شناخت. او تنها به اینکه وجود خدایان قدیم را انکار کند، قناعت ننموده‌است، به همین نظر نام میترا، آناهیتا، فروشی‌ها، ورثرغنه و هوم هرگز در گات‌های زرتشت مذکور نیست. در میان دانشمندان نخستین کسی که گات‌ها را به عنوان تصنیف‌های احتمالی خود زرتشت از بقیهٔ اوستا جدا کرد، مارتین هائوگ آلمانی بود. این دانشمند متوجه شد که نویسندهٔ گات‌ها تنها از یک خدا نام می‌برد. او زرتشت را پیامبر یکتاپرستی معرفی کرد.
آیین زرتشت را در گات‌ها می‌توان چنین به اختصار بیان کرد:
- در گات‌ها اهورامزدا خدای یگانه است که جسم یا مرکب نبوده و مینوی پاک است.[۳۸] امشاسپندان جلوه‌های ذات خداوندند و با او یکی‌اند.[۳۹] تقریباً ۲۰۰ بار در گات‌ها به کلمهٔ مزدا یا ترکیب از این واژه برمی‌خوریم. زرتشت جز از اهورامزدا، خدای دیگری نمی‌شناسد و از گروه پروردگاران پیشین رو گردان و تمام عظمت و جبروت را مختص اهورامزدا می‌داند. اوست آفرینندهٔ یکتا و خداوند توانا.[۴۰]

در گات‌ها زرتشت گوید: «از تو می‌پرسم ای مزدا اهورا کیست پدر راستی، کیست نخستین کسی که راه خورشید و ستاره بنمود؟» زرتشت از اهورامزدا می‌پرسد: «کیست که بامداد و نیمروز و شب قرار داد و دینداران را را به ادای فریضه گماشت؟ کیست آفریننده فرشته مهر و محبت ارمتی؟ کیست که از روی دانش و خرد احترام پدر در دل پسر نهاد؟» پس از این پرسش‌ها زرتشت خود در پاسخ گوید: «من می‌کوشم ای مزدا ترا که به توسط خرد مقدس آفریدگار کلی، به درستی بشناسم.»
- زرتشت با آنکه ثنویت را که قبل از او در نزد قوم به وجود آمده‌بود، نفی نکرد، اهورامزدا را برتر از آن می‌شناخت که اصل شر را نیز به نحوی مخلوق او نشمرد.[۴۲] در گات‌ها از منازعات اهورامزدا و اهریمن و جنگ و ستیز دائمی مابین این دو که مایهٔ آن همه بحث و مجادله گردید، هیچ سخنی نرفته‌است. زرتشت اهورامزدا را سرچشمهٔ آفرینش می‌داند و در مقابل او، آفریدگار یا فاعل شری وجود ندارد. انگره مینو یا خرد خبیث که بعدها به مرور ایام تبدیل به اهریمن گردید و زشتی‌های جهان از قبلِ اوست در مقابل اهورامزدا نیست بلکه در مقابل سپنت مینو یا خرد مقدس است.[۴۳] زرتشت مسئلهٔ نیکی و بدی را از دیدگاه فلسفی بدین صورت بیان می‌کند که خلقت جهان توسط خداوند انجام می‌یابد اما دو مینوی یا دو اصل وجود دارند که از خواص ذهن آدمی هستند. او می‌گوید این دو بنیاد زادهٔ اندیشهٔ آدمی هستند و هر یک بر اندیشه و گفتار و کردار انسان اثرگذار هستند.[۴۴] این دو گوهر در سرشت آدمی وجود دارند و قضاوت دربارهٔ خوب و بد از این دو گوهر غیرمادی سرچشمه می‌گیرد. این ثنویت و دوگانگی در اخلاق و منش آدمی در مذاهب و مکتب‌های فلسفی دیگر نیز وجود دارند، مانند نفس اعلی و نفس اماره، نفس انسانی و نفس بهیمی و همچنین نام‌های دیگر.[۴۵]

|  |  |  |  |  |  |  |  |  |  |  |  |  |  |  |  |  |  |  |  |  |  |  |  |  |  |  |  |  |  |  |  |  |  |  |  |            |            |            |            |            |            | اهورامزدا |  |  |  |  |  |            |            |            |            |            |            |  |  |  |  |  |  |  |  |  |  |  |  |  |  |  |  |  |  |  |  |  |  |  |  |  |  |  |  |  |  |  |  |  |  |  |  |
|  |  |  |  |  |  |  |  |  |  |  |  |  |  |  |  |  |  |  |  |  |  |  |  |  |  |  |  |  |  |  |  |  |  |  |  |            |            |            |            |            |            |           |  |  |  |  |  |            |            |            |            |            |            |  |  |  |  |  |  |  |  |  |  |  |  |  |  |  |  |  |  |  |  |  |  |  |  |  |  |  |  |  |  |  |  |  |  |  |  |
|  |  |  |  |  |  |  |  |  |  |  |  |  |  |  |  |  |  |  |  |  |  |  |  |  |  |  |  |  |  |  |  |  |  |  |  |            |            |            |            |            |            | انسان     |  |  |  |  |  |            |            |            |            |            |            |  |  |  |  |  |  |  |  |  |  |  |  |  |  |  |  |  |  |  |  |  |  |  |  |  |  |  |  |  |  |  |  |  |  |  |  |
|  |  |  |  |  |  |  |  |  |  |  |  |  |  |  |  |  |  |  |  |  |  |  |  |  |  |  |  |  |  |  |  |  |  |  |  |            |            |            |            |            |            |           |  |  |  |  |  |            |            |            |            |            |            |  |  |  |  |  |  |  |  |  |  |  |  |  |  |  |  |  |  |  |  |  |  |  |  |  |  |  |  |  |  |  |  |  |  |  |  |
|  |  |  |  |  |  |  |  |  |  |  |  |  |  |  |  |  |  |  |  |  |  |  |  |  |  |  |  |  |  |  |  |  |  |  |  |            |            |            |            |            |            | ذهن انسان |  |  |  |  |  |            |            |            |            |            |            |  |  |  |  |  |  |  |  |  |  |  |  |  |  |  |  |  |  |  |  |  |  |  |  |  |  |  |  |  |  |  |  |  |  |  |  |
|  |  |  |  |  |  |  |  |  |  |  |  |  |  |  |  |  |  |  |  |  |  |  |  |  |  |  |  |  |  |  |  |  |  |  |  |            |            |            |            |            |            |           |  |  |  |  |  |            |            |            |            |            |            |  |  |  |  |  |  |  |  |  |  |  |  |  |  |  |  |  |  |  |  |  |  |  |  |  |  |  |  |  |  |  |  |  |  |  |  |
|  |  |  |  |  |  |  |  |  |  |  |  |  |  |  |  |  |  |  |  |  |  |  |  |  |  |  |  |  |  |  |  |  |  |  |  |            |            |            |            |            |            |           |  |  |  |  |  |            |            |            |            |            |            |  |  |  |  |  |  |  |  |  |  |  |  |  |  |  |  |  |  |  |  |  |  |  |  |  |  |  |  |  |  |  |  |  |  |  |  |
|  |  |  |  |  |  |  |  |  |  |  |  |  |  |  |  |  |  |  |  |  |  |  |  |  |  |  |  |  |  |  |  |  |  |  |  | سپنتا مینو | سپنتا مینو | سپنتا مینو | سپنتا مینو | سپنتا مینو | سپنتا مینو |           |  |  |  |  |  | انگره مینو | انگره مینو | انگره مینو | انگره مینو | انگره مینو | انگره مینو |  |  |  |  |  |  |  |  |  |  |  |  |  |  |  |  |  |  |  |  |  |  |  |  |  |  |  |  |  |  |  |  |  |  |  |  |

- نیبرگ در کتاب دین‌های ایران باستان نوشته‌است، بزرگ‌ترین نوآفرینی دینی زرتشت، موضوع پیامبری، اندیشه دربارهٔ نقش و مأموریت زرتشت است.[۴۶]
- آدمی به موجب سرودهای زرتشت آزاد است و اختیار گزینش دارد. ایشان آزادند میان اشه و دروغ یکی را برگزینند.[۴۷]
- در گات‌های زرتشت به هیچ روی از آیین‌های دین و مراسم پرستش و آداب قربانی و اعیاد گفت‌وگو نیست. زرتشت اعمال قربانی و باده‌نوشی‌های دینی و بکار بردن هوم را با سختی و قاطعیت مردود دانسته‌است. پلوتارک مورخ یونانی نوشته‌است «زرتشت ایرانیان را در عبادت اهورامزدا، فقط به فدیه معنوی که نیایش و سپاس‌گزاری باشد، موعظه نمود.»[۴۸] زرتشت ستایش آتش را ترغیب کرده‌است. آتش همچون افاده یا رمز عدالت الهی، ارته، شناخته می‌شد.[۴۹]
- از آنجا که مردم در گزینش خویش آزادند، سرنوشت خود را خود می‌سازند. چون نیکی ورزند، بی‌مرگی و فراخی را چون پاداشی جاودانه می‌یابند. بدکرداران نیز نتیجهٔ زشتی کردار خویش را، در دوزخ می‌بینند.[۵۰]
- سوشیانت، این واژه در گات‌ها به دو صورت مفرد و جمع آمده‌است. زرتشت در گات‌ها سه بار خود را در صیغه مفرد، سوشیانت یعنی رهاننده یا نجات‌دهنده نامیده‌است؛[یادداشت ۱] این واژه در سه مورد نیز به صورت جمع آمده‌است: در یسنا ۴۸ قطعه ۱۲ می‌گوید: «ای مزدا! چنین خواهند بود رهانندگان (سوشیانت‌های) سرزمین‌ها که با منش نیک، خویشکاری می‌ورزند و کردارشان بر پایهٔ خیر و نیکی، و آموزش‌های تو است. به راستی آنان به درهم شکستن خشم برگماشته شده‌اند.» از این قطعات می‌توان دریافت که عقیده به موعود آخرالزمان و این که کسی خواهد آمد و جهان را از چنگال اهریمن خواهد رهانید و آدمیان را از یک زندگی بی‌گزند بهره‌مند خواهد ساخت، نزد ایرانیان بسیار قدیم شناخته شده بوده‌است.[۵۱]

## علل رشد یکتاپرستی در بین آریایی‌ها
تا قبل از مهاجرت آریایی‌ها با وجودی که بومیان و مخصوصاً مردم بین‌النهرین از آریایی‌ها پیشرفته‌تر بودند، یکتاپرستی در این اقوام رشد نیافته بود. آریایی‌ها به علل زیاد از جمله جوانی و متبلور نبودن عقاید دینی‌شان که تازه از عقاید عصر هندوایرانی تا حدی فرا گذشته بودند، تمایلات عمومی یکتاپرستی را راحت‌تر پذیرفتند و شکل دادند و حتی به آن تعالی بخشیدند. در نزد آریایی‌ها هنوز نرمی عقاید وجود دارد، عدم بت‌پرستی رایج است و در قوم نوعی فرمانروایی بر جهان دیده می‌شود و مسائل را جهانی می‌بیند. این نتیجهٔ متبلور نشدن و متحجر نشدن ذهن است در حالی که بومیان با همهٔ تحولات ذهنی‌شان با آزادی اندیشه چندان دمساز نبودند و باورهای بسیار کهن داشتند. در این زمان اندیشهٔ یکتاپرستی در بین‌النهرین نیز وجود داشت به این شکل که مردوک خدای بابلیان کیفیات خدایان مختلف را در خودش جمع می‌کند و نام‌های این خدایان صفات مردوک می‌شوند ولی هنوز مردوک فقط خدای بابلی‌هاست و خدای جهانی نیست. این‌ها نشان می‌دهد که بین‌النهرین به علت تبلوری که در اندیشهٔ دینی پیدا کرده و مرکز یک تمدن سه، چهار هزار ساله شده‌است، به آسانی نمی‌تواند سرزمینی یکتاپرست شود. همچنین در سدهٔ چهاردهم پیش از میلاد، آخناتون یکی از فراعنه دودمان هجدهم مصر باستان تلاش کرد تا دین جدیدی که بر پایه پرستش خدایی واحد و متمرکز بر پرستش «آتون»، ایزد خورشید و همچنین طرد چندگانه‌پرستی بود، را در مصر رواج دهد اما به موفقیت چندانی دست پیدا نکرد و مورد پذیرش عمومی قرار نگرفت. پس از مرگش، یادبودها و تندیس‌های او را نابود و نامش را از فهرست فراعنه پاک کردند.

## آیین اقوام ایرانی‌تبار
شاخص‌های دین کهن اقوام ایرانی‌تبار، پیش از زرتشت، از بخش‌هایی در اوستای موجود به نام یشت‌ها مطالعه می‌شود. یشت‌ها بخشی از اوستاست. هستهٔ اصلی سرودهای دینی یشت‌ها گروهی از متن‌های کهن هستند که از راه تلفیق در گنجینهٔ آیین زرتشتی گنجانده‌شدند. یشت‌ها سرودهای ستایش است برای خدایان دوران آریایی پیش از زرتشت که موبدان زرتشتی هنگام گردآوری و جمع و تألیف اوستا، آن سرودها را چنان‌که باقی‌مانده بود، به دلخواه خود تدوین کرده و اهورامزدا و امشاسپندان را بر آن خدایان سروری بخشیده و در شمار بخشی از اوستا درآوردند. این متن‌های یشتی دست دوم تا اندازه‌ای از مواد عامیانهٔ کهن بهره گرفته‌اند ولی به‌طورکلی از شکل ناقصی که دارند، آشکار می‌شود که زمان واقعی سرودن یشت‌ها سپری شده بوده‌است. یشت‌ها هنگامی‌که گروه بسیاری از آیین‌های دیگر جذب آیین زرتشت شدند، به اوستا افزوده شده‌است. بسیاری از این آیین‌ها را خود زرتشت هم نمی‌شناخت.
به‌طورکلی شاخص‌های آیین کهن ایرانی به شرح زیر است:
- پرستش اهورامزدا به عنوان خدای برتر یا هنوتئیسم: از قراین چنین برمی‌آید که ایرانیان به مرور در آیین کهن آریایی‌ها تصرفاتی قایل شدند چنان‌که از وقتیکه تاریخ ایرانیان معلوم است، اهورامزدا خدای بزرگ طوایف شهرنشین و متمدن شرقی و غربی ایران محسوب می‌شده‌است. مزداپرستی قدیم‌تر از دین زرتشت است. مزدا خدای قبیله یا ملتی معین نیست و خدای عالم و پروردگار بنی‌آدم است.[۵۶] وابستگی میان اهورامزدا و آیین زرتشت آنچنان نزدیک است که بسیاری چنان می‌پندارند که پرستش این خدا از دین زرتشت سرچشمه گرفته‌است ولی دلایل بسیاری در دسترس است که نشان می‌دهد اهورامزدا ایزدی بسیار کهن است و زرتشت در دین‌آوری خود از این نام برای نامیدن خدای یگانه استفاده کرده‌است. لازم به یادآوری نیست که گاه اتفاق می‌افتد که آیینی نو، نام‌های کهن را مفهوم تازه می‌بخشد. نام مجرد مزدا باستانی‌تر از دین زرتشت است و حتی نقش اساسی‌ای که در مزدیسنا به عهدهٔ این ایزد محول شده‌است نیز به دوران قبل از زرتشت برمی‌گردد.[۵۷] می‌توان باور داشت که در اواخر هزارهٔ دوم و اوایل هزارهٔ اول پیش از میلاد که قبایل ایرانی هنوز از یکدیگر جدا نشده‌بودند، پرستش خدایی به نام اهورامزدا در میان ایشان شکل گرفته بوده‌است که مظهر خرد، عدالت و خلق بوده‌است. پس از او بخشی از خدایان کهن هندوایرانی، اهوراها، با کاهشی در خویشکاری‌های کهن‌شان، تا حدی صورت فرشتگان یافته، گروه دیگر خدایان هندوایرانی، دیوها، مظهر شر گشته‌بودند. سپس در مرحلهٔ پیشرفته‌تری از دین، در فرهنگ اوستایی شرق ایران، اهورامزدا به خدایی یکتا مورد پرستش قرار گرفته و خدایان دیگر حذف شده‌اند و اهریمن مظهر و سرور دیوان گذشته‌است، در حالی که در بخش‌های دیگر این بوم، از جمله پارس دین ایرانی بر همان اساس کهن باقی مانده‌است. علت عمومیت یافتن نهایی دین زرتشتی را در ایران می‌توان در همین پیشروتر بودن گاهان زرتشت نسبت به بقیه دید.[۵۸]
- پرستش خدایان متعدد: پرستش خدایانی چون آناهیتا، تیر، میترا، بهرام، ارته، رشن، فروشی، زامیاد و هوم.[۵۹]
- این قوم نه عقاید بت‌پرستانه داشتند و نه نیاپرستانه، بلکه خدایانشان عموماً تظاهرات سودمند طبیعت بوده‌است.[۶۰]
- انجام قربانی و نوشیدن هوم: مراسم قربانی کردن گاو و نوشیدن هوم همراه با جشن‌های پرخرج و باشکوهی بود، این مراسم بدون آنکه به طبقات ثروتمند لطمه‌ای بزند، طبقات کشاورز و چوپان را ضعیف و فقیر می‌کرد و ظاهراً به همین سبب در نزد زرتشت با نظر قبول نگریسته نمی‌شد.[۶۱] ولی ذکر برگزاری این گونه آیین‌های قربانی در یشت‌ها (بخشی از اوستا) می‌رساند که این رسم بعد از زرتشت نیز همچنان بر جای مانده و دوام داشته‌است.[۶۲]
- تدفین مردگان: رسم قرار دادن نعش مردگان پیش جانوران و پرندگان به غیر از مادها به خزرها و بلخی‌ها نیز نسبت داده شده‌است، چنان می‌نماید که این یکی از رسم‌های ویژهٔ قبایل ایرانی کهن باشد که در جلگه‌های شمال زندگی چادرنشینی داشتند و امری را که بنا به اقتضای وضع آب و هوا و طرز معیشت آن‌ها از ضرورت‌های زندگی بوده به صورت یک رسم مذهبی درآورده‌اند.
 چنین به نظر می‌رسد که به خاک سپردن مردگان یک آیین پارسی بوده که بعدها به تدریج متروک شده‌است. سندی در این مورد از برده‌ای ایرانی به نام اوفراتسبه دست آمده‌است. «مرا مسوزان، آتش را از برخورد تن من میالای، من پارسیم، نیاکانم نیز پارسی بودند و گناه آلودن آتش به نزد ما گران‌تر از مرگ است. مرا به خاک بسپار، مولایم، ولی برتَنَم آب تطهیر نیفشان چون من آب‌ها را نیز گرامی می‌دارم.»[۶۳]
- نفرت از دروغ: امیل بنونیست می‌نویسد، به غیر از کتیبه‌های به جای مانده از دوران هخامنشیان، نفرت و بیزاری ایرانیان نسبت به دروغ در بخش‌های متأخر اوستا نیز آمده‌است. این خود نشانهٔ اینست که این گونه معتقدات از ویژگی‌های و خصوصیات همیشگی و عمومی ایرانیان بوده‌است.[۶۴]

### مشابهت آیین‌های ایرانی و ودایی
دین و اعتقادات مردم هندوایرانی در مجموعه‌ای از سرودهای باستانی هندی به نام ریگ‌ودا حفظ شده‌است. در ریگ‌ودا و یشت‌ها (بخشی از اوستا)، وجوه مشترک بسیاری که غالباً در لباسِ عبارات واحدی بیان شده‌است، وجود دارد. آیین کهن آریاییان بر پرستش قوای طبیعت و عناصر و اجرام سماوی استوار بود، با این وجود از زمان بسیار قدیم خدایان عمدهٔ طبیعت دارای خصوصیات اخلاقی و اجتماعی می‌شوند. چنین به نظر می‌رسد که قبل از جدا شدن دو تیره هندی و ایرانی از یکدیگر، تفاوتی میان دو دسته خدایان عمدهٔ آن‌ها بوده‌است. یک دسته را دیوها می‌خواندند و در راًس آن خدای جنگجوی ایندرا قرار داشت و دستهٔ دیگر را اسوراها (در ایران اهوراها) می‌گفته‌اند و در رأس آن‌ها وارونا و میترا بودند. اکثر دانشمندان بر آنند که مزدای ایرانیان که به معنی سرور دانا و بزرگ‌ترین اهور می‌باشد، همان وارونای قدیم است؛ که نام اصلیش در نزد اقوام ایرانی فراموش شده‌است.
تحقیق قیاسی آیین‌های کهن ایرانی و ودایی همگونی و همانندی تصورات دینی اجداد اقوام ایرانی و هندوآریایی را ثابت نموده و مشخص گردیده که رسم و آیین و عادات این مردمان در پرستش آتش، در تهیهٔ نوشابهٔ مقدس هوم (به هندی سومه) و در اعتقاد به سخنان حکیمانه، با یکدیگر تقریباً هیچ تفاوتی نداشته‌اند و اسم بسیاری از ایزدان و قهرمانان ایرانی و هندی قدیم در کتاب‌های دینی و حماسی در هر دو زبان یکی بوده‌است. مفهوم ارته به معنی راستی و عدل و انصاف که اکثر قاعده‌های مهم دینی را معین می‌کرد، هم برای ایرانیان و هم هندوان مشترک بوده‌است. همچنین تصورات آن‌ها دربارهٔ پیدایش عالم نیز با هم خیلی نزدیک است؛ مثلاً در آثار قدیم هندوان و ایرانیان راجع به سه محیط کیهانی سخن می‌رود که نشانه‌های مربوط به هر یک از این سه محیط و و ایزدان منسوب به آن‌ها، از قبیل ایزدان آسمان، ایزدان باد و بوران و جنگ و ایزدان حاصل‌خیزی و نشو و نمو در میان این طایفه‌ها یکسان بوده‌اند. همچنین پژوهشگران تاریخ تمدن هندوان و ایرانیان، از آثار قدیم دینی و ادبی آن‌ها، قصه‌های مشابه اساطیری و حماسی بسیاری کشف نموده‌اند.

### آیین زروانی

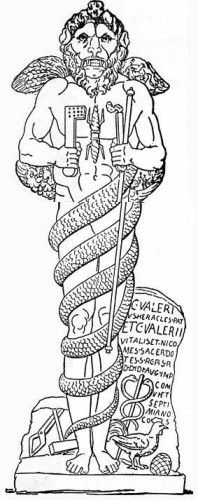
نقشی از زروان

بعضی از محققان بر آنند که آیین زروانی سنتی است متعلق به پیش از زرتشت اما این نظریه نیز رواج دارد که کیش زروانی در دورهٔ هخامنشی بر اثر نفوذ عقاید بابلی پیدا شده‌است. در لوحه‌های بابلی مربوط به قرن پانزدهم پیش از میلاد از ایزدی به نام زروان سخن رفته‌است همچنین در قرن چهاردهم پیش از میلاد در الواح کشف‌شده در یونان، نامی به شکل زروانوس dZa-ar-va-na یافت شده‌است. اسناد مستقیم دربارهٔ آیین زروانی تقریباً بدون استثناء مربوط به زمان ساسانیان هستند ولی یکی دو تا از افسانه‌های دینی زروان که به دست ما رسیده‌است، به اندازه‌ای ابتدایی هستند که باید به عنوان بازمانده‌ای از دیرینگی بسیار نگریست و احتمالاً نخستین گونهٔ باورهای زروانی را بازگو می‌کنند. در معتقدات زروانی اهورا و اهریمن از زروان پدید آمده‌اند. بدین ترتیب که خدای نخستین در مدت هزار سال قربانی کرد تا پسری برایش بیاید و نام او را اورمزد نهد اما عاقبت وی در مورد تأثیر قربانی خود به شک افتاد و این شک باعث شد که دو فرزند در بطن او پدید آید. اورمزد برای قربانی و اهریمن برای شک. زروان وعده کرد که پادشاهی زمین را به فرزندی دهد که زودتر متولد شود. اهریمن رحم مادر را شکافت و خود را بدو نمود که به علت بوی بد زروان او را به فرزندی نشناخت و گفت «تو فرزند من نیستی.» تا اینکه اورمزد با بوی خوش خود را بدو نمود که زروان او را بشناخت. اهریمن وعدهٔ پدر را به خاطر او آورد، زروان پاسخ داد که سلطنت جهان را مدت ۹ هزار سال به اهریمن و پس از انقضای مدت مزبور، برای ابد به اهورامزدا خواهد سپرد. پس اهورامزدا و اهریمن در کار پدیدآوردن هستی آفریده شدند و هرچه که اورمزد می‌کرد همه خوب بود و راست و هرچه اهریمن می‌کرد پلید و وارونه. لحن بدبینانه‌ای از افسانه‌های زروان بگوش می‌خورد. در قطعات زروانی در ادبیات پهلوی اشاره‌هایی بر اینکه اورمزد یک خدای دردکش است، کم نیست. این لحن بدبینانه با نگرش دین‌های دیگر باستانی ایران تفاوت دارد. در این افسانه‌ها، اهریمن یک خدای بسیار توانا است. البته در زمان‌های بعد آیین زروانی دین تازه‌ای در مقابل آیین مزدیسنا محسوب نمی‌شد بلکه بیشتر یک طرز تلقی دیگر از مسئلهٔ خیر و شر بود و نوعی مذهب کلامی در آیین مزدیسنا به‌شمار می‌آمد.
پیکرک‌های گلی و فلزی این مادر ازلی هم در آثار به دست آمده از تمدن سومریان، و هم در موهن‌جو دارو و سپس در اشیاء مفرغی لرستان مربوط به پیش از قرن هفتم قبل از میلاد یافت شده‌است. این مادر-خدا در آسیای غربی و جنوبی مادر خوبی‌ها، و بدی‌ها، خوب‌ها، و بدها، خیر و شر، روشنی و تاریکی تصور می‌گردید. این نظریه مطرح است که پیش از زرتشت، اقوام ایرانی‌تبار تحت تأثیر اعتقادات بومیان قرار گرفته و هورامزدا و انگره مینو را همزادان نیک و بدی می‌دانستند که از یک منشأ متولد شده‌بودند. این حقیقت که در سرودهای گاهانی در عین رد و انکار اصول ثنوی محض، از دو مینوی همزاد به نام سپنته مینو به معنی گوهر یا خرد توانا که نوعی تجلی ذات اهورامزدا است و انگره مینو یا گوهر یا خرد بدکردار سخن رفته، خود دلیل آنست که باوری مشابه، پیش از زرتشت وجود داشته‌است. همچنین گمان می‌رود که پیش از زرتشت همین نقشی که زروان در غرب داشته‌است در شرق اهورامزدا عهده‌دار بوده‌است. زرتشت این باور را مردود شمرد، اما بعد از مرگ او این باور باز در اوستای نو سر به درآورد و با لقب بی‌کران، ابدی akarana وارد عقاید مزدیسنا گردید سپس مانند تمام عقاید دیگر این باور هم شاخ و برگ گرفت.

### مهرپرستی
ساکنان و اقوام بومی ایران که قبل از ورود آریایی‌ها در نقاط مختلف فلات ایران سکونت داشتند، دارای عقاید مهرپرستی بودند. در دورهٔ اشکانی آیین مهرپرستی دین رسمی شد و سپس به سایر نقاط جهان گسترش یافت. اینکه چگونه یکی از ستایش آمیزترین خدایان ایرانی به صورتی درآمد که یکی از محبوب‌ترین خدایان روم گردید، کشوری که دشمن اصلی ایران بود، مطلبی است که بسیار مورد علاقهٔ پژوهش‌گران بوده‌است. شاید محتمل‌ترین توجیه این امر به استخدام درآوردن نیروهای امدادی مهرپرست آسیای صغیر در لژیون‌های رومی باشد که بعداً در سراسر امپراتوری روم پراکنده شدند. آیین میترایی پیش از آن که به اروپا منتقل شود، با بسیاری از معتقدات بابلی و عناصر دیگر آمیخته شد و در اروپا به ویژه روم نیز عناصر یونانی و رومی بسیاری به آن افزوده شدند و در اروپا به شکل آیینی درآمد که از مهرپرستی ایرانی تنها نامی بیش نداشت. آیین مهرپرستی در سدهٔ دوم پیش از میلاد، جای خود را در روم باز کرد و تا سدهٔ چهارم میلادی دین رسمی امپراتوری روم بود.

#### میترا

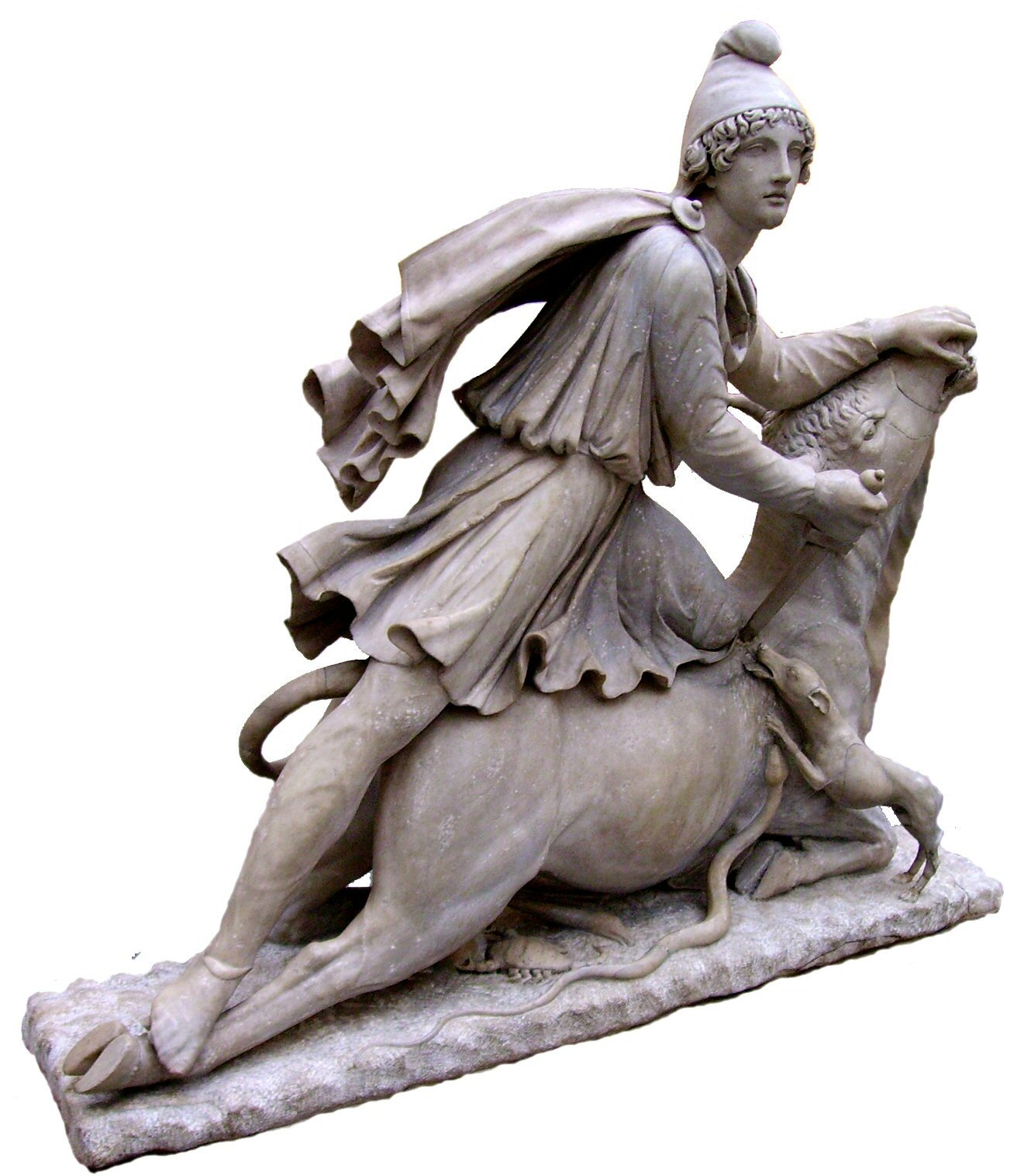
غالباً کشتن گاو به دست میترا، به معنی عمل آفرینش تعبیر شده‌است.

میترا که در مزدیسنا به نام مهر (ایزد ایرانی) شناخته می‌شود، یکی از کهن‌ترین ایزدان هندوایرانی است زیرا نه تنها در سرودهای ودایی از او یاد شده‌است بلکه در سنگ‌نبشته میتانی مربوط به سدهٔ چهاردهم پیش از میلاد نیز نام او آمده‌است. در هند باستان این خدا که نامش به صورت «میترَه» به معنی «دوستی» یا «پیمان» می‌آید، معمولاً همراه با خدای دیگری به نام وارونا به معنی «آسمان» به صورت ترکیب میتره-ورونه به یاری خوانده می‌شد. بنونیست نوشته‌است چنان می‌نماید که مهر بسان خدای روشنی از دیر باز با خورشید یکسان شمرده می‌شده‌است.

قراین بی‌شماری ما را از اهمیت نقش مهر (ایزد ایرانی) آگاه می‌کنند، این قراین عبارتند از، اسامی خاص بسیاری که از ترکیب با مهر ساخته شده‌اند، اختصاص یکی از ماه‌های سال و یکی از روزهای ماه (روز شانزدهم) در گاه‌شماری ایرانی به مهر و بالاخره جشن معروف مهرگان که در سرتاسر آسیای صغیر نیز مرسوم بود.

#### مهر در اوستا
در گات‌های زرتشت هیچ یادی از مهر نشده‌است اما یشت‌ها سرودهٔ پرستندگان مهر دانسته شده‌است و این همان سرودهایی است که نمونه‌هایی چند از آن که با اصول دین زرتشت تطبیق داده‌شده، در قسمت موسوم به اوستای نو تا امروز برای ما محفوظ مانده‌است. در بخش‌های جدیدتر اوستای نو او دیگر بزرگ‌ترین ایزدان به‌شمار نمی‌آید ولی صفات برجستهٔ او به‌طور مکرر ستایش شده‌است.

## رسوم ایرانیان

### جشن‌های مذهبی
بسیاری از ایزدان آریایی با پدیده‌های طبیعت ارتباط داشتند و نیایش آن‌ها در همه‌جا و در هر حال با دگرگونی‌های این پدیده‌ها در روز و شب، در سرما و گرما، و در بهار و تابستان مربوط می‌گشت و این نکته سبب می‌شد که از همان دوران زندگی مشترک هندوایرانیان به تدریج نوعی گاه‌شماری مشابه برای جشن‌ها و نیایش‌ها رایج شود. نام ماه‌ها آنگونه که در کتیبه‌های هخامنشی باقی است، نشان می‌دهد که در نزد این دسته از آریایی‌ها فعالیت‌های کشاورزی و نیازهای ناشی از آن با مراسم دینی مربوط بوده‌است و اینهمه نقش مهمی در زندگی عامه داشته‌اند. جشن‌های پاییزی که به شادی تأثیر خجستهٔ خورشید در تابستان، افزودن حاصل و پروردن دام بود، به میترا خداوند دشت‌ها و رمه‌ها و پروردگار خورشید ارتباط داشت و مهرگان خوانده می‌شد. جشن بهار که به شادی پایان یافتن سرما و آغاز دمیدن سبزه و کشت بود، از آن‌جهت که با تجدید حیات کشتزارها بود و برای کشاورزان اهمیتی خاص داشت، نوروزش می‌خواندند.
در بین جشن‌هایی که با نیایش عناصر الهی مربوط بود، جشن سده ارتباط با آتش داشت چنان‌که جشن تیرگان با نیایش تیشتره خدای باران مربوط می‌شد. ارتباط این مراسم با خدایان مختلف سبب شد که در گاه‌شماری زرتشتی، ماه‌ها و روزها همه جا با نام ایزدان آریایی ارتباط بیابد.

### جشن‌های آتش
جشن‌های آتش یک رشته از جشن‌های آریایی است و منظور جشن‌هایی است که با افروختن آتش جهت سور و سرور و شادمانی آغاز و اعلام می‌شد. رقص و شادی بر گرد آتش مراسم همگانی و اشتراکی اصل شادمانی و سرور همراه با باده‌نوشی، پشته‌های بزرگ هیمه و آتش در بلندی‌ها، آتش بازی و سوزاندن جانوران موذی در آتش از موارد اشتراک این جشن‌ها بوده‌است.
در کتاب جشن‌های یونانیان باستان شرحی از مراسم و آداب این جشن‌ها آمده‌است و ذکر شده در جشن آتش پایکوبی می‌کردند و باده می‌نوشیدند و قربانی کرده و در آتش می‌افکندند. توماس هاید نیز در کتاب تحقیق دربارهٔ دین‌های ایرانی، دربارهٔ جشن‌های آتش و همانندی آن با جشن‌های آتشی که در اروپا شایع بوده، تحقیقاتی کرده و جشن سده را با جشن شب دوازدهم در انگلستان مقایسه کرده‌است. در این جشن مردم در بلندی کوه‌ها و بام‌ها آتش افروخته و پایان شدت سرما و نزدیکی بهار را جشن می‌گرفتند و جشن همراه با شادی و پایکوبی فراوان بود. در غالب این جشن‌های آتش تصاویری از دیوان و عناصر شر و فساد را نقاشی یا تندیس کرده و در آتش می‌افکندند، بدین کنایت و تمثیل که نیروی اهریمنی و شیطانی بکاهد و نابود شود. ابوریحان بیرونی به نحوهٔ برگزاری یکی از این جشن‌ها اشاره کرده‌است «سده آبان روز است از بهمن ماه و آن روز دهم بود و اندر شبش که میان روز دهم است و میان روز یازدهم آتش‌ها زنند و و برگرد آن شراب خورند و شادی کنند و نیز گروهی از آن بگذرند تا به سوزانیدن جانوران بپردازند.» از جمله جشن‌های آتش که هنوز در ایران باقی‌مانده، جشن چهارشنبه سوری و جشن سده است. از جشن‌های آتش که فراموش شده، باید از جشن آذرگان درنهم ماه آذر و جشن شهریورگان در روز چهارم ماه شهریور نام برد.

### طبیعت‌پرستی

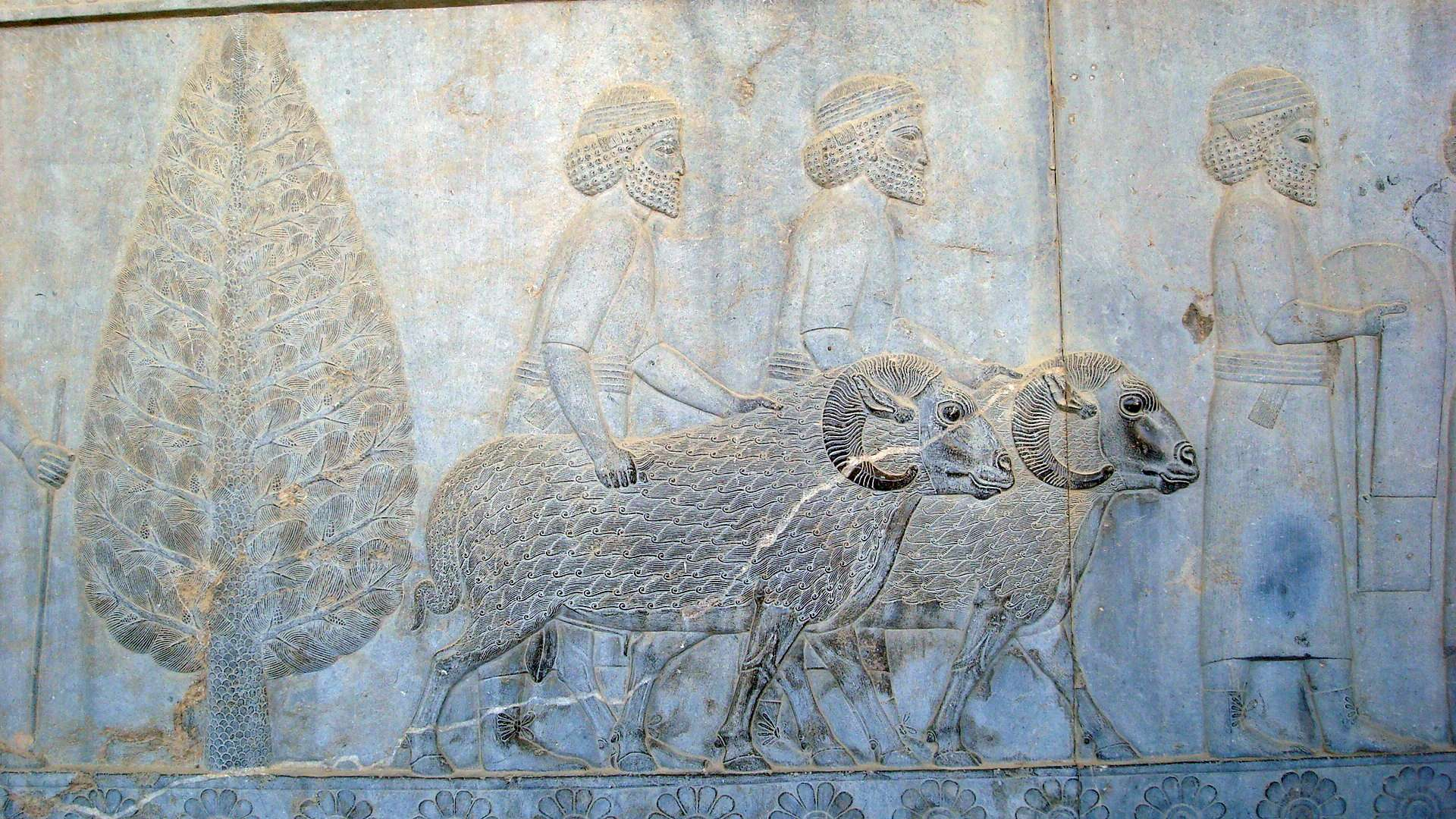
نقش سرو در سنگ‌برجسته‌های تخت جمشید

تا زمان زرتشت روش آیینی آریایی‌ها طبیعت‌پرستی محض بود و به مظاهر طبیعت جنبهٔ خدایی بخشیده و به پرستش‌شان مبادرت می‌کردند و این خدایان را دیو می‌نامیدند. احترام به گیاهان و درختان و به‌طور کلی تمام رستنی‌ها و جانوران سودمند برای جهان هستی، در میان ایرانیان رسم بوده‌است. حتی برگزاری مراسم مخصوص به منظور ستایش از رستنی‌ها را باید به آیین عیلامیان باستان نسبت داد و ایرانیان قدیم در این خصوص روش مشترکی با اقوام همسایه خود داشته‌اند. در عهد باستان شکستن درختان و آسیب رساندن به رستنی‌ها و حتی جدا کردن میوه‌های نارس از درخت، خطایی نابخشودنی به‌شمار می‌آمد و ایرانیان باستان عقیده داشتند که اگر کسی درخت بزرگ میوه و پرشاخ و برگی را بیفکند یا شاخه‌های آن را بشکند، در همان سال یکی از خویشاوندان خود را از دست خواهد داد. سرو یکی از درختانی است که در عهد باستان جنبهٔ روحانیت و دوام فوق‌العاده داشته‌است و کاج و بلوط نیز در زمره درختان پرارج بوده و به‌ویژه درخت انار در اعتقادهای عهد باستان از نظر دینی و پزشکی مورد استفاده بوده‌است.

## پیدایش دین زرتشتی یا مزدیسنا
از وحدت و اجتماع معنوی مزداپرستی شرق و غرب ایران اطلاعات دقیقی در دست نیست. پس از زرتشت اندیشه‌ها و اعتقادات کهن ایرانیان به آیین زرتشت راه یافت و آیین زرتشتی یا مزدیسنا که آمیخته‌ای از عقاید ایرانی و بومی بود، پا گرفت. به‌تدریج این آیین تازه انباشته از اعتقاداتی گشت که زرتشت عمری با آن‌ها جنگیده بود. علت این امر را باید در گسترش آیین زرتشت جست. آن آیین که در آغاز به میان برگزیدگان قوم راه یافته‌بود، به‌زودی به میان تودهٔ مردمی رفت که با آیین کهن و دین پدران خویش خوی گرفته‌بودند. آیین کهن هندوایرانی با عقاید و آیین‌های غیرآریایی بومی در طی سده‌هایی چند درآمیخته بود و در میان مردم پایگاهی استوار داشت. مردم دین تازه را پذیرفتند اما برای بسیاری از ایشان، مفاهیم ژرف و نوآوری‌های یکتاپرستانهٔ آن قابل درک نبود و بدین روی آوردند که پس از زرتشت امشاسپندان که همان جلوه‌های خداوند در گات‌ها هستند، به صورت فرشتگان مقرب درمی‌آیند و ایزدان دیرین ایرانی که مطرود زرتشت بودند، از نو به دین او راه می‌یابند.

### خداوند در دین مزدیسنا
در نظر زرتشتیان خدا خیر مطلق است و چون اساساً مخالف بدی است، نمی‌تواند هیچ گونه ارتباطی با آن داشته‌باشد و در سراسر تاریخ در ستیز زندگی و مرگ با بدی درگیر است. خدا سرچشمهٔ همهٔ خوبی‌هاست. شر واقعیت دارد اما نیرویی است که در پی نابودی و فساد و آلودگی است و مرگ و بیماری و فقر و گناه همگی کار شیطان است که در صدد نابودی جهان ایزدی است. خدا وجودی خردگراست و برای هرچه می‌کند دلیلی دارد. خدا جهان را آفریده‌است که یاور او در نبرد با شر باشد. جهان می‌تواند آوردگاه میان خوب و بد باشد اما ذاتاً نیک است و مشخصات آفرینندهٔ خود را که نظم و هماهنگی است، می‌نمایاند. انکار بنیان نیک جهان مادی یکی از بزرگ‌ترین گناهانی است که یک زرتشتی می‌تواند مرتکب شود.

### آیین زندگی در دین مزدیسنا
اگر جهان به خدا تعلق دارد، پس رهبانیت یا زهد و کناره‌گیری از آن گناه است. اگر مشخصهٔ خدا آفرینندگی و افزایش بخشی است، پس وظیفهٔ دینی آدمیان کار برای افزایش آفرینش خوب از طریق کشاورزی و پیشه‌وری و ازدواج است. تجرد گناه است زیرا مانع آفرینش خوب است. سقط جنین و هم‌جنس‌گرایی نیز گناه به‌شمار می‌روند، زیرا این اعمال به گونه‌ای مؤثر مانع تحقق هدف واقعی که همان افزایش آفرینش خوب است، می‌شوند. انسان از پنج عنصر اما به صورت واحدی تشکیل شده‌است: روان، جان (اساس زندگی)، فروشی (خود آسمانی او)، وجدان و تن؛ بنابراین سلامت روانی و جسمی همراه هم هستند. این طرز تفکر که با فشار آوردن به بدن می‌توان به پیشرفت معنوی رسید، در دین مزدیسنا مردود شمرده‌می‌شود. از آنجا که دنیای مادی به خدا تعلق دارد موفقیت مادی که شرافتمندانه و بدون آزار رسانیدن به دیگران به دست آید و با بخشندگی همراه باشد، کمکی است به پیشرفت معنوی و نه مانعی برای آن. برخلاف بسیاری از مکتب‌ها اندیشه‌گرای آیین هندو، دین زرتشتی دارای اخلاق عملی است. تن‌پروری از آن اهریمن است و کار نمک زندگانی است. بدون کار زندگی بیهوده و بی‌فایده است. اهریمن بود که جهان را دچار فقر و بدبختی کرد، بنابراین برداشت این دین از زندگی برداشتی شادمانه است. در روزی از ماه که به خدا اختصاص دارد، یعنی روز هرمز، روز اول ماه به مؤمنان اندرز می‌دهند که «می خور و خوش باش» البته به همان نسبت عیاشی و مستی و هرزگی نیز مذموم است زیرا همه باید تحت فرمان اعتدال آرمانی باشند. انسان که مخلوق بزرگ و متعلق به خداست، هدف خاص حمله‌های شر است و وظیفهٔ مؤمنان این است که بر این حمله‌ها غلبه یابند. در یکی از اندرزنامه‌های پهلوی به نام اندرز پوریوتکیشان آمده‌است:
جهان مادی و تن و شادمانی آفریده‌های خدا هستند و وظیفهٔ دینی انسان است که از آن‌ها نگاهداری کند و آن‌ها را گسترش دهد و از آن‌ها بهره گیرد. زرتشتیان اعتقاد دارند که در پیروی از این طریق جبری در کار نیست. اختیار برای هر فرد بخشی از اساسی از دین زرتشتی است. گرچه انسان متحد خداست اما همهٔ آدمیان باید میان راستی و دروغ یکی را برگزینند. اعتقاد به سرنوشتی از پیش مقدر شده از دید اخلاقی زرتشتیان نکوهیده‌است زیرا این کار از عدل و نیکی خدا می‌کاهد.

### نقش مغان در تغییر آیین زرتشت
هاشم رضی در کتاب دین و فرهنگ ایرانی پیش از عصر زرتشت نوشته است: در ادوار قدیم تاریخ دینی ایران باستان روحانیان آیین‌های گوناگون مغ نامیده شده‌اند. مغان ماد و مغان مجوسی جز از مغان میترا بوده‌اند. مغان میترایی به موجب گات‌ها همان کَرَپَن‌ها هستند.
دربارهٔ مغان جای سخن بسیار است، برخی عقیده دارند که برخلاف رأی هرودوت که مغان را طایفه‌ای از طوایف مادی معرفی می‌کند، این مغان طایفه‌ای نبوده‌اند، بلکه اینان افرادی بوده‌اند روحانی و طبقه‌ای محدود که انجام امور مذهبی به وسیلهٔ آنان صورت می‌گرفته‌است و بعدها بر اثر گسترش قدرت مذهبی‌ای که یافتند، طبقهٔ مقتدری را تشکیل دادند. اینان کاهنان آیین‌های کهن بودند که بعد از دوران اصلاح زرتشت، این طبقهٔ مقتدر برای حفظ منافع طبقاتی خود و همچنین استفاده از جریان تازه‌ای که بوی موفقیت از آن به مشام می‌رسید، و زنده نگاه داشتن آیین آریایی قدیم در کنار اصلاحات، خود را هواخوهان زرتشت نشان دادند و به این وسیله بود که موقعیت خودشان را حفظ نمودند، و هم اینان بودند که به هنگام مقتضی، عناصر قدیم را دگرباره وارد آیین تازه کردند، و چون دارای نفوذ مذهبی بین مردم بودند، در کارشان توفیق حاصل کردند و دینی را که زرتشت آورده بود و اصلاحات عمیق او را کم‌کم از مسیر و جریان اصلی خارج کرده و روشی را که بیشتر سودشان در آن بود، به پا کردند. توسط مغان دین زرتشت تغییر یافت و بازگشتی شد به خرافات و روش‌هایی بسیار پیچیده و دست و پاگیر که در جامعهٔ ایرانی اثراتی ناگوار نهاد.

### احکام دین مزدیسنا بر اساس وندیداد
وندیداد یا کتاب شرایع و احکام مزدیسنان بخشی از اوستاست. بخش عمده‌ای از وندیداد راجع است به مغان پیش از زمان زرتشت، اقوام و مردم بومی ایران زمین و آریایی‌های مقدم بر زمان زرتشت که برای شناخت و دریافت قسمتی از باورها و مذاهب پیش از زرتشت بکار می‌آید. وندیداد به وسیله یا نظارت مستقیم مغان تدوین شده و بیشتر مطالب آن در ارتباط با قوانین و احکام مردگان است. بیشتر عناوین و بندهایی که به عنوان اساس و رئوس دینی در وندیداد شمرده شده‌اند، در دین اصیل یا آن‌ها رد شده یا درباره‌شان هیچ اشاره‌ای نیست. هر چند که در مواردی موضوع‌های مشابه با دیگر منابع زرتشتی نیز در آن به چشم می‌خورد. برای مثال به موجب بند نهم از فرگرد نخست وندیداد، سوگواری و گریه و زاری آفریدهٔ اهریمن به‌شمار آمده‌است. در یَسنای هفتاد و یکم بند ۱۷، سوتکَرنَسک یا نخستین نسک از اوستای زمان ساسانی، ارداویراف‌نامه فصل شانزدهم، رساله مینوی خرد فرگرد ۴۳ بند ۲۹، سد در نثر بند ۹۶ و روایات داراب هرمزدیار و جاهای دیگر نیز همین نکوهیدگی گریه و مویه و سوگواری ملاحظه می‌شود.
در آغاز فرگرد هیجدهم وندیداد اعتراض مغان به دیگر روحانیان دین زرتشتی آمده‌است که احکام را رعایت نمی‌کنند و چنین برمی‌آید که بین روحانیان معتقد و راستین زرتشتی و مغان تعارض وجود داشته‌است. از دیدگاه مغان یک روحانی خوب، کسی است که کاملاً به اجرای آداب و رسوم دقیق طهارت، تسخیر جن و پری و دیو، کشتن حشرات و جانوران موذی، پاک کردن وجود آدمی از تسلط دیو، بستن پَنام به روی بینی و دهان، خواندن اوراد و افسون‌های مغانه ضد دیوان، آداب و روش فراهم کردن هوم، بستن و درست نگاه داشتن شاخه‌های برسم، آداب صحیح قربانی و زدن درست شرعی و به قاعدهٔ شلاق و تازیانهٔ گناهکاران، وارد و آگاه و بی‌گذشت و بی‌اشتباه باشد.
در پایان فرگردهای شانزدهم و هفدهم آمده‌است در تن همهٔ مردمی که از آیین مغان، یعنی قانون ضد دیو پیروی نکنند یا بدان شک بیاورند، دیو دروج حلول کرده و ناپاک‌شان می‌کند. این کسان که مغان و احکامشان را به حقیقت و راستی باور ندارند، نجس و دیوزده و لاجرم مستحق مرگ هستند. بر اساس چنین فتوا و حکمی از سوی مغان در دوران ساسانی بسیاری از مردم و پیروان دین‌های دیگر قتل‌عام می‌شدند. بر اساس فرگرد ۸ بند ۱۳ یکی از رسوم و آیین‌های ویژهٔ مغان موبد این بود که ازدواج خودی را فقط جایز می‌دانستند و هر چه که پیوند ازدواج نزدیک‌تر بود، پسندیده‌تر به‌شمار می‌رفت. در ادبیات ویژهٔ وندیداد گفتگوی زرتشت با اهورامزدا، سبک و شیوه مطلوب مغان در مطرح کردن مضامین دینی است. مغان اساس اندیشه‌ها و معتقدات خود را جهت ضمانت اجرایی و رسمیت بخشیدن به آنها، در این گفتگوها می‌گنجاندند. در فرگرد نوزدهم وندیداد آمده‌است، «زرتشت از اهورامزدا می‌پرسد چگونه مؤمنان را از دیو، از اهریمن، از نجاست در امان نگاه دارم و مرد و زن پارسا را چگونه تطهیر کنم؟ پاسخ اهورامزدا آداب و روش تطهیر است که در پایان با اهدای صدقات به مغان تمام می‌شود.» موبدان درگرفتن صدقات بس حریص بودند و آن را از فرایض قرار داده بودند و این کاری بود که زرتشت با آن مخالفت بود.

## آیین مغان مادی

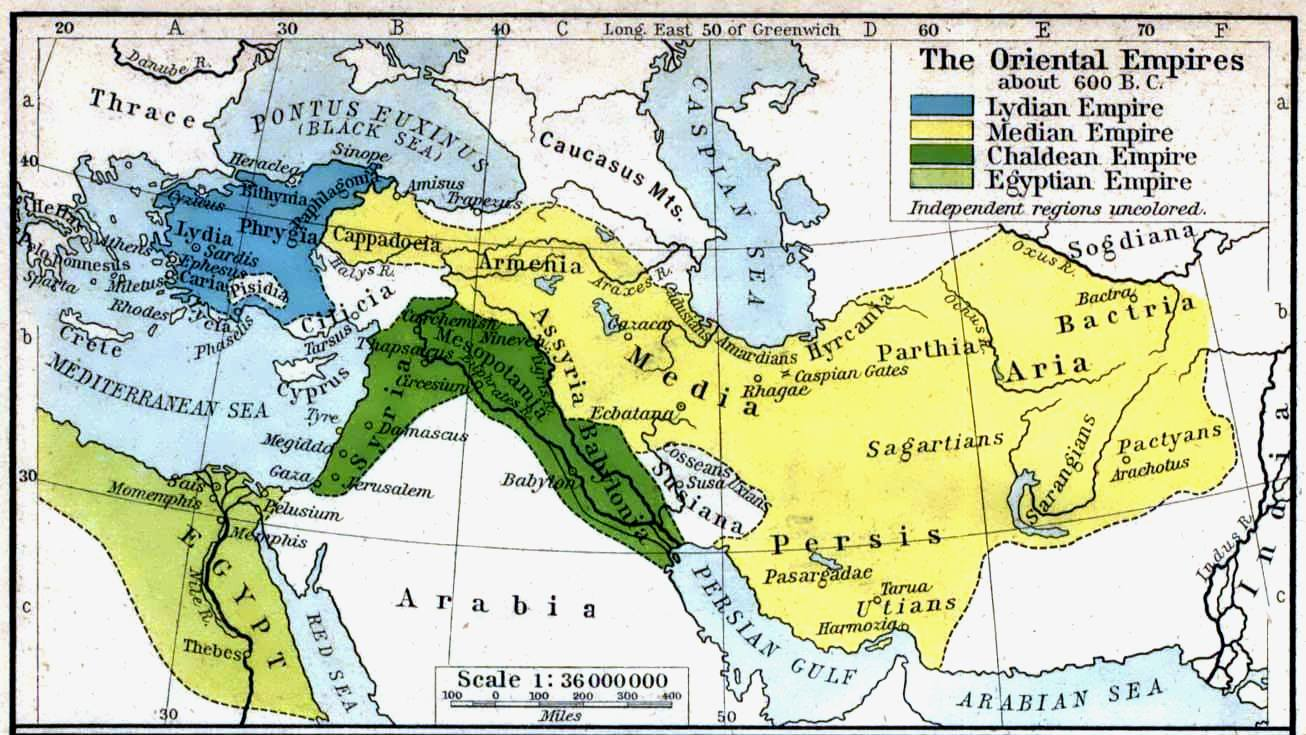
نقشهٔ شاهنشاهی ماد. در سال ۵۵۰ پیش از تاریخ.

راجع به تمدن مادها اطلاعات مبسوطی در دست نیست یکی از دلایل آن این است که شاهان مادی برخلاف شاهان هخامنشی حجاری‌های مهم و کتیبه‌هایی از خود برجا نگذاشته‌اند یا هنوز کشف نشده‌است که بتوان راجع به زبان و خط و معتقدات و صنایع و چیزهای دیگر آن‌ها اطلاعاتی به دست آورد.
مغان گروه روحانی دولت کهن ماد بودند. چنین بنظر می‌رسد که دین ماد باستان یک دین ابتدایی مزدایی باشد. در ماد یک مزداپرست را مَزْدَیزنَه (mazdayazna) می‌خواندند که از صورت اوستایی آن مَزْدیسنَه (mazdayasna) آشکارا جدا می‌شود. آنان در دیرین‌ترین زمان، مجموعه‌ای از خدایان را که با آریایی‌ها میتانی همانندگی بسیار باید داشته‌باشند، می‌پرستیدند. در فهرست نام خدایان که در کتابخانهٔ آشوربنیپال (۶۸۸ تا ۶۲۶ قبل از میلاد) یافت شده‌است، خدایان ماد هم به چشم می‌خورند. در یک فهرست واژهٔ میترا و در فهرست دیگر اَسَرَمَزاش که آن را باید با اَسوَره‌مَزداس که خود صورت اصلی آریایی اهورامزدا است یکی بدانیم. این دو نام برترین خدایان مادها بودند.
مغان پیش از دین زرتشتی دارای بررسی‌هایی دربارهٔ زمان به گونهٔ تکامل یافتهٔ آن بودند که ظاهراً درون مایهٔ دین ایشان را می‌ساخت. خدایان زمان در صورت ابتدایی خود در همه جا در دین‌های ابتدایی دیده می‌شوند و غالباً جای ویژه‌ای در میان خدایان ندارند. این‌ها خدایان سرنوشت و خدایان ابتدایی مرگ هستند ولی خدای زمانی که در ماد پرستش می‌شد، بالاترین خدا بود. نام خدای زمان در زبان‌های ایرانی میانه زروان یا زوروان است. معنای اصلی این واژه زمان است. آیین زروانی دین مغان مادی پیش از فرارسیدن دین زرتشت بود. آیین زروانی صورتی از دین مزدایی است ولی مسلماً جزئی از آیین زرتشت نیست. کشتن خرفستران در وندیداد آمده‌است. از این عمل کشتن خرفستران می‌توان استنباط کرد که مغان به نوعی جهان شر قایل بودند و در نتیجه محتملاً به اصل ثنویت، باور داشتند و این مورد دیگری است که در آن باورهای مغان ماد هم با دین پارسی و هم با آیین زرتشتی ناسازگار است. تئوپمپوس مورخ یونانی صریحاً گواهی می‌دهد که مغان برای اهریمن قربانی‌هایی پیشکش می‌کردند. برای اهریمن قربانی کردن به هر بهانه‌ای که باشد، نزد یک زرتشتی راستین سنت‌گرا کاری سخت نکوهیده و گناهی نابخشودنی است. اینکه این آیین از آنِ دین کهن مغان بوده‌است، قطعی است. بنونیست به درستی و بحق این آیین را یک آیین زروانی می‌داند. رسم اهدای هدایا، قربانی، دعا و تضرع، ستایش و نیایش برای خدایان شر آفرین و اهریمنی برای جلوگیری از خشم آنان در بین بسیاری از اقوام و مردم جهان مرسوم بوده‌است ولی در آیین زرتشت عقیده بر آن است که بایستی با زشتی، پلیدی و اهریمنان جنگید و آنان را زبون و منهزم کرد اما در دوران پس از زرتشت نوعی ثنویت محتوم و مطلق به موجب باورهای آیین زروانی و میترایی و مزدیسنایی پسین جای‌گزین این اعتقاد زرتشت شد و در اوستای نوین، بخش یشت‌ها، مراسم عبادی، ستایش، انجام قربانی، اهدای نذرها و نثارها برای اهریمن گنجانده شده‌است. مغان بر روی تغییرات بعدی دین زرتشت و رواج دوبارهٔ اندیشهٔ دو منشأیی بودن جهان نقش مهمی داشتند.

### دو نظریهٔ متفاوت دربارهٔ دین مغان در دوران هخامنشیان

#### انتساب مغان مادی به آیین زرتشتی
هنریک ساموئل نیبرگ نوشته‌است، در مورد اینکه از چه زمانی تبلیغ آیین زرتشت در ری، پایگاه مرکزی مغان آغاز به فعالیت کرد، قرائن و شواهد روشنی موجود نیست. گمان می‌رود که دیرترین هنگام برای این رویداد هنگام بنیادگذاری دولت هخامنشیان بوده باشد. دیاکونوف عقیده دارد که تا اواسط قرن ششم قبل از میلاد در مشرق ماد یعنی در ری اوستای کهن پذیرفته شده بود و از آنجا تعلیمات آن همراه با تغییراتی در غرب ایران گسترش یافت. به نوشتهٔ آرتور کریستن سن در زمان داریوش بزرگ و خشایارشا قوم ماد زرتشتی بودند و مغان، مردانِ دینی و روحانی هخامنشیان بودند لیکن شاهنشاهان هخامنشی بر دین زرتشتی نبودند و از یک نوع مزداپرستی غیر زرتشتی پیروی می‌کردند.

#### مغان مادی زرتشتی نبودند
عبدالحسین زرین‌کوب نوشته‌است، انتساب مغان به دین زرتشتی در اوایل دوران هخامنشی سندی ندارد و اینکه در اوستا جز یکبار آن هم در بخش‌های نسبتاً متأخر از روحانیان به عنوان مغان ذکری نشده‌است، فرض ارتباط آن‌ها را با دین زرتشتی مشکوک بلکه نامقبول می‌کند خاصه که از عقاید و آداب آن‌ها نیز آنچه در روایات هرودوت و اخبار هست، ارتباط آن‌ها را با دین زرتشتی کمتر محتمل نشان می‌دهد. در دوران هخامنشی نه مغان دین زرتشتی داشتند و نه خانوادهٔ سلطنتی و با توجه به نقشی که مغان در اجرای مراسم مذهبی پارسی‌ها داشتند و با در نظر گرفتن این نکته که آیین خاندان هخامنشی ممکن نیست با عقاید طبقات عامه طوایف پارسی مغایرت واقعی داشته‌باشد، پیداست که درین ادوار هنوز دین زرتشتی در بین پارسی‌ها نفوذ نداشته‌است. اینکه هرودوت خاطر نشان می‌کند بدون حضور مغ در بین قوم هیچ‌گونه مناسک و آداب مذهبی انجام نمی‌شده‌است، نشان می‌دهد که در بین طوایف ماد و پارس و خاندان سلطنت هخامنشی آیین واحدی وجود داشته‌است که در آن اهورامزدا همچون خدای بزرگ و میترا و آناهیتا همچون خدایان دیگر با آداب و تشریفاتی که نزد هر دو قوم پارس و ماد تحت نظارت مغ‌ها انجام می‌شده‌است، مورد نیایش بوده‌اند.

## سه نظریهٔ متفاوت دربارهٔ آیین هخامنشیان
با وجود دستاوردهای حاصل از مطالعات ژرف و مداوم در رشته‌های باستان‌شناسی، زبان‌شناسی تطبیقی، زبان‌شناسی تاریخی مردم‌شناسی و تاریخ و غیره هنوز در مورد مذهب هخامنشیان اختلاف نظر وجود دارد. به‌طور کلی این نظرات را می‌توان در سه گروه قرار داد.

### زرتشتی دانستن هخامنشیان
برخی از پژوهشگران، مانند آلبرت اومستد، ویل دورانت، هرتل و جورج کامرون این دید سنتی را که زمان زندگی زرتشت مابین سال‌های ۶۶۰ تا ۵۸۲ پیش از میلاد بوده را، قبول دارند و پدر داریوش بزرگ، ویشتاسپ را همان کوی ویشتاسپ پشتیبان زرتشت می‌پندارند. به اعتقاد این پژوهشگران، داریوش یک زرتشتی نو دین بوده‌است و این دین را به عنوان دین دولتی در کشور نوپای خود رواج داده‌است؛ بنابراین نظریه زرتشت هم‌زمان با کوروش بزرگ بنیان‌گذار شاهنشاهی هخامنشی می‌زیسته‌است و همچنین زرتشت شورش‌ها و رویدادهای واژگون‌گر سال ۵۲۲ پیش از میلاد را به چشم دیده‌بوده و چندی پس از آن درگذشته‌است.

کسانی مانند مری بویس که به تفکیک دقیق تعالیم گات‌ها یعنی آموزه‌های خود زرتشت با اوستای نو و حتی آیین کهن آریایی اعتقادی ندارند، هخامنشیان را به‌طور کلی پیرو زرتشت می‌دانند. اما برخی دیگر از محققان مانند دیاکونوف تأکید دارند که پادشاهان هخامنشی پیرو اوستای نو بودند.

### غیر زرتشتی دانستن هخامنشیان
برخی از پژوهشگران مانند بنونیست، مهرداد بهار، نیبرگ، گیرشمن و زرین‌کوب معتقدند که پادشاهان هخامنشی خود پیرو کیش کهن آریایی و چند خداپرستی با اعتقاد به برتری کامل یکی از خدایان بودند. هرچند ممکن است که مردم در قلمرو حاکمیت آن‌ها به تدریج دین زرتشت را پذیرفته باشند.
هنریک ساموئل نیبرگ ایرانشناس سوئدی، گفتگو و نظرات پیرامون زرتشتی بودن هخامنشیان را مملو از تعصب و خرافات حزبی میان دانشمندان عصر خویش دانسته و از این مباحث به عنوان یکی از دردناکترین و گمراه‌کننده‌ترین گفتگوهایی که تاکنون در علوم انسانی روی داده، یاد کرده‌است. نیبرگ عقیده دارد که در ساخت‌های بنیادین آیین هخامنشیان هیچ‌یک از ویژگی‌های اساسی آیین زرتشت دیده نمی‌شود.
نیبرگ می‌نویسد، زمینهٔ بنیادین دین هخامنشیان، آیین کهن آریایی بود اما در دین آن‌ها نوآفرینی در آیین کهن دیده می‌شود و دین آنان چیزی نو در تاریخ دین ایرانی و آریاییست. این سومین سازمان دینی بزرگ در کنار مهرپرستی و آیین زروانی مغان مادی، قبل از گسترش دین زرتشت است، روح این دین بیش از همه به مهرپرستی نزدیک بود. از خصوصیات آن این بود که هیچ روح پیامبرانه‌ای —به هر گونهٔ قابل تصور از مفهوم پیامبر— تأثیر خود را در این دین به جای نگذاشته بود. این آیین یک دین سیاسی بود که از سوی شاهان بزرگ و برای شاهان بزرگ آفریده شد. مفهوم‌های بنیادین این دین بدین صورت باز شناخته‌می‌شوند که اهورامزدا خدای آسمانی بر همه چیز توانا و دانا و آفرینندهٔ آسمان و زمین به صورت خداوندی برتر از همهٔ خدایان دیگر قرار گرفته‌است و پادشاه نمایندهٔ پیدای اهورامزدا در روی زمین است. او دارندهٔ داد اهورامزدا است و این در شخص فرمانروا جسمانیت پیدا می‌کند. این داد مقیاس است برای نظم کشوری و اخلاق رعیت، این داد ضامن یک زندگی خوشبختانهٔ زمینی و پذیرفته شدن میان ارواح نیاکان پدران پس از مرگ است. این دین یک دین پرتوان ابتدایی بود. یونانیان از ستودن آن درنگ نمی‌کنند. این دین با ساختمان بسیار سادهٔ خود تأثیر بی‌اندازه قابل توجه‌ای در سراسر نقاطی که تحت نفوذ شاهنشاهی هخامنشی بود، گذاشته‌بود.

### زرتشتی دانستن پادشاهان متأخر هخامنشی
برخی از پژوهشگران مانند محمد داندامایف و واسیلی آبایف پادشاهان نیمهٔ اول دورهٔ هخامنشی به ویژه کوروش و داریوش یکم را پیرو زرتشت نمی‌دانند اما پادشاهان بعدی، به خصوص اردشیر دوم به بعد را پیرو زرتشت می‌دانند.

یکی از پایه‌های این استدلال اینست که تقویم زرتشتی به ابتکار پارسیان و در اواخر دورهٔ هخامنشی به وجود آمده‌است و مدرکی برای زرتشتی بودن هخامنشیان به‌شمار می‌رود. هنریک ساموئل نیبرگ نوشته‌است، تقویم زرتشتی که برای کاربرد رسمی در سال ۴۸۵ پیش از میلاد باید اعلام شده‌باشد، کهن‌ترین سند تاریخ‌دار دین زرتشتی در غرب ایران است. 

در مورد زمان رواج این نوع تقویم بین محققان اختلاف نظر وجود دارد و نظریهٔ رواج این تقویم در دوران هخامنشی مورد توافق برخی دیگر از دانشمندان قرار نگرفته‌است. گروه اخیر چنین استدلال می‌کنند که اگر این تقویم در این دوره تنظیم شده‌باشد، باید نام‌ها به صورت فارسی باستان ترجمه شوند، درحالی‌که نام‌های شهریور و مهر صورت فارسی باستان ندارند و برخی از نام‌ها مانند فروردین و اردیبهشت و خرداد صرفاً زرتشتی هستند. این گروه از دانشمندان معتقدند که این تقویم ابتدا در ایران شرقی مورد قبول قرار گرفته و اجرا می‌شده و سپس در دورهٔ اشکانیان و به‌طور تقریبی در قرن اول میلادی در ایران غربی نفوذ کرده‌است.
زرین کوب دربارهٔ تقویم زرتشتی نوشته‌است، احتمال دارد هخامنشی‌ها بعد از آشنایی با گاه‌شماری مصری چون درصدد اصلاح و هماهنگ‌کردن تقویم امپراتوری بوده‌اند، تقویم معمول خود را که بیشتر رنگ بابلی داشته‌است، کنار نهاده‌اند و در عین آنکه اصول محاسبهٔ خود را از مصر اخذ کرده‌اند، نام ماه‌ها را از ولایات شرقی که تقویم‌شان زرتشتی بوده‌است، گرفته‌اند. این کار با روح تسامح اداری و با سیاست‌مدارا و سازش هخامنشیان توافق دارد البته این وام‌گیری بهیچوجه مستلزم گرایش به آیین رایچ در نواحی شرقی ایران که زرتشتی بوده‌اند، را نشان نمی‌دهد، منتهی گاه‌شماری آن نواحی چون رنگ دینی داشت، بیشتر می‌توانست با سلیقه و روح ایرانیان شرقی و غربی که به هر حال خدایان واحدی را می‌پرستیدند، سازگار باشد.

#### کتیبه‌های هخامنشی
بدون شک هیچ سندی در دست نیست که پادشاهان هخامنشی خود را خدا خوانده باشند. در سنگ‌نبشته‌های هخامنشی نه تنها به زرتشت بلکه به هیچ مطلب دیگری که بتواند این سنگ‌نبشته‌ها را رنگ زرتشتی دهد، اشاره نشده‌است.
در سنگ‌نبشته بیستون داریوش به روشنی گوید که «به خواست اهورامزدا من شاه هستم، اهورامزدا نیرو را به من سپرد.» (بند پنجم) این سنگ‌نبشته آگاهی‌های نه چندان زیادی در مورد مسائل دینی آن زمان به ما می‌دهد. این سؤال مطرح است که آیا دینی که در این سنگ‌نبشته بازگو شده از گونهٔ دین زرتشتی است؟ گروهی از دانشمندان چون گئو ویدن‌گرن، هارله، فریدریش فون اشپیگل، دارمستتر، جیمز هوپ مولتن، کریستن سن، بنونیست، هنریک ساموئل نیبرگ و آنتوان میه (با احتیاط بسیار) آن را دین زرتشتی ندانسته‌اند؛ و بالعکس برخی دانشمندان نظیر نولدکه، کارل فریدریش گلدنر و تا اندازه‌ای فردیناند یوستی و بیش از همه یوهانس هرتل و هرتسفلد آن را دین زرتشتی دانسته‌اند.

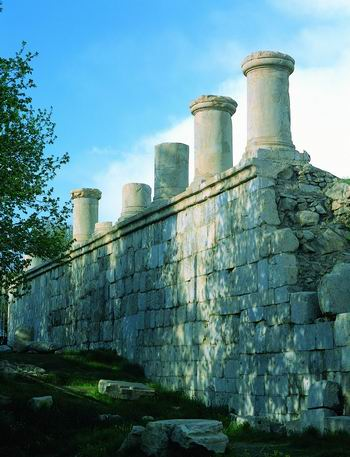
بقایای نیایشگاه آناهیتا در کنگاور. در این حرم بود که اردشیر دوم از سوء قصد برادرش کوروش کوچک جان سالم بدر برد.

آنچه میان گاهان زرتشت و کتیبه‌های هخامنشی مشترک است، نام اهورامزدا و وجود دیوان و دو اصل ارته و دروغ است. اما دین گاهانی زرتشت دینی یکتاپرست است و در آن جز اهورامزدا خدایی نیست در حالی که در این کتیبه‌ها علاوه بر اهورامزدا از خدایان هم یاد می‌شود یعنی هنوز اهورامزدا به صورت خدایی یکتا در نیامده است، هر چند که خدایی متعال است.
در کتیبه‌های هخامنشی دو عصر دیده می‌شود. یکی دوره‌ای است که به اواخر قرن پنجم پیش از میلاد ختم می‌شود و در این بخش با وجود یاد کردن از دیگر خدایان عملاً جز نام اهورامزدا از نام دیگر خدایان نشانی نیست و دورهٔ دیگر از عصر اردشیر دوم شروع می‌شود که در کتیبه‌ها علاوه بر ذکر نام اهورامزدا از میترا و آناهیتا و گاه فقط از مهر نام رفته‌است. اردشیر دوم در طی چند کتیبه برای اولین بار نام میترا و آناهیتا را نیز در ردیف نام اهورامزدا ذکر می‌کند و ازین هر سه خدا برای حفظ خود، پادشاهی خود و کارهای خود یاری می‌جوید. برخی از محققان این امر را نشان از تأثیر بابل و آناتولی در آیین ایرانیان می‌دانند.
عبدالحسین زرین‌کوب در این‌باره نظر دیگری دارد، او می‌نویسد، بدون شک ذکر نام خدایی جز اهورامزدا، در کتیبه‌ها تازگی دارد اما نمی‌توان آن را حاکی از وقوع بدعت در عقاید دینی عصر شمرد. توسل اردشیر به آناهیتا و میترا شاید به‌خاطر وقایعی باشد که در زندگی شخصی اردشیر اتفاق افتادند و سبب شدند که اردشیر نسبت به این دو، همچون دو معبود که شخص او را تحت حفظ و حمایت خود دارند، بنگرد.

#### نماد خورشید بالدار
دانشمندان همواره در مورد معنی و مفهوم نگارهٔ نماد پیکر بالدار که امروزه در ایران به نام نماد فروهر شناخته می‌شود اختلاف نظر داشتند. در بسیاری از نوشته‌های علمی این نماد را اهورامزدا می‌دانند، اما در آیین مزدیسنا اهورامزدا انتزاعی است و هیچ تصویری برای او قائل نیستند. نماد پیکر بالدار در فرهنگ خاورمیانه و در تمدن مصر، سوریه، آشور تاریخی طولانی دارد و قبل از هخامنشیان در این مناطق استفاده می‌شده‌است. گمان می‌رود که اولین شاهان هخامنشی که بین‌النهرین را فتح کردند، تصویرهای تزئینی بابل و آشور و از جمله نماد پیکر بالدار را برای هنر یادبودی خود، اقتباس کرده باشند. این نماد از آغاز نماد پادشاهی الهی یا لطف الهی برفراز سر شاه بود و در هزارهٔ دوم پیش از میلاد از مصر باستان به شرق آمد.
 نامیدن این نماد به عنوان نماد فروهر به قرن نوزدهم میلادی برمی‌گردد و مدرکی دال بر اینکه این نماد وابسته به دین زرتشتی باشد، وجود ندارد.

## تغییر آموزه‌های زرتشت

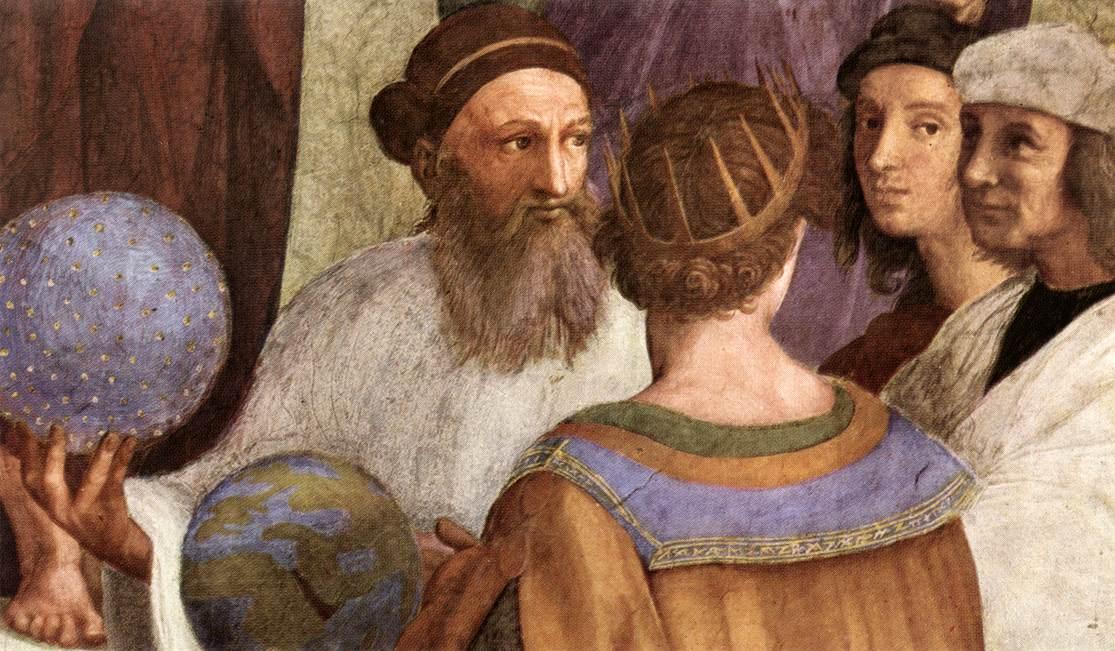
یک نقاشی تخیلی از رافائل که در آن زرتشت درحالی‌که کرهٔ آسمان را در دست گرفته، به تصویر کشیده‌است.

آشنایی ما با باورهای ایرانی از راه اوستاست. به سبب فقدان آگاهی‌های تاریخی هنوز نمی‌توان از روی تفسیر و گزارش اوستا زمان و محل نشئت آیین زرتشت را به‌طور دقیق تعیین کرد یا از چگونگی گسترش آیین مزدیسنا در ایران باستان آگاه شد. در این موارد بحث و تردید بسیار است. در این ناآگاهی آثار نویسندگان یونانی و رومی و قراین و شواهد نوشته‌های آنان کمک به‌شمار می‌رود. با تمام کوششی که در تنظیم و بررسی این نوشته‌ها صورت گرفته، گاه تعبیرات و گزارش‌ها در مواردی مهم و اساسی با یکدیگر متناقض است. در این تناقض عامل زمان و مکان نقش مؤثری دارد. باورهای ایرانی در پهنای یک شاهنشاهی بزرگ و در طول قرون متمادی با تاریخی پرماجرا دستخوش تغییراتی شده و دگرگونی‌های فراوانی را پذیرفته‌است. این نکته را باید در نظر داشت که مورد گسترش آیین زرتشتی در زمان باستان اغراق شده‌است، به احتمال زیاد آیین زرتشت در آغاز یک نهضت محلی در ایران شرقی بوده‌است که هنوز مرزهای آن مشخص نشده‌است. این آیین نو با مقاومت و مقابلهٔ شدید کیش‌های رایج مواجه شد و برای مدتی دراز نتوانست به برتری و چیرگی کامل برسد و چون گسترش یافت، دگرگون شد. آیین زرتشت با آیین‌هایی که در پی انداختن آن‌ها برخاسته بود، درآمیخت و مزدیسنا به گونه‌ای بسیار متفاوت در ایران انتشار یافت.
پس از زرتشت هنگامی‌که آیین او از شرق به سرزمین ماد راه پیدا کرد، روحانیون یا مغان ماد در اصول ساده و بی‌آلایش زرتشت تغییراتی دادند و در قالب اصول فقهی خشک و خسته کننده دستورهای دینی را برای زندگی مؤمنین وضع کردند. هدف زردشت این بود که صفای قدیمی مذهب را تجدید کند و آیین مزداپرستی را از خرافات و اعتقاد به جادوگری و نفوذ ارواح خبیث پاک گرداند. به‌طورکلی آیین زرتشت در ابتدا عامل پیشرفت و ترقی بود. دراین آیین فعالیت‌های کشاورزی تأکید و توصیه شده و مردم به زندگی دهقانی و کار و کوشش و حمایت به حیوانات اهلی و مفید تشویق شده‌اند. آیین زرتشت در آغاز بیشتر جنبهٔ مادی داشته و اثری از عرفان در آن دیده نمی‌شد ولی این دین نیز به مانند دیگر ادیان جهان دستخوش حوادث تاریخ شده‌است و پیشوایان مذهبی بنا بر مصلحت خود به تدریج بر آیین زرتشت اصول و فروع و احکام بسیاری تدوین کردند به طوریکه مردم از گهواره تا گور اسیر مقررات دینی شدند.